# 2007
| [ Edytuj tabelę ]                                                | |
| Prezydent Polski                                                 | - 2005 Lech Kaczyński 2010 |
| Premier Polski                                                   | - 2006 Jarosław Kaczyński 2007 - 2007 Donald Tusk 2014 |
| Prezydent Abchazji                                               | - 2005 Siergiej Bagapsz 2011 |
| Premier Abchazji                                                 | - 2005 Aleksandr Ankwab 2010 |
| Prezydent Afganistanu                                            | - 2001 Hamid Karzaj 2014 |
| Prezydent Albanii                                                | - 2002 Alfred Moisiu 2007 - 2007 Bamir Topi 2012 |
| Premier Albanii                                                  | - 2005 Sali Berisha 2013 |
| Prezydent Algierii                                               | - 1999 Abd al-Aziz Buteflika 2019 |
| Premier Algierii                                                 | - 2006 Abdelaziz Belkhadem 2008 |
| Współksiążęta Andory                                             | - 2003 Joan Enric Vives Sicília 2025 - 1995 Jacques Chirac 2007 - 2007 Nicolas Sarkozy 2012 |
| Premier Andory                                                   | - 2005 Albert Pintat Santolària 2009 |
| Prezydent Angoli                                                 | - 1979 José Eduardo dos Santos 2017 |
| Premier Angoli                                                   | - 2002 Fernando da Piedade Dias dos Santos 2008 |
| Premier Antigui i Barbudy                                        | - 2004 Baldwin Spencer 2014 |
| Król Arabii Saudyjskiej                                          | - 2005 Abd Allah ibn Abd al-Aziz Al Su’ud 2015 |
| Prezydent Argentyny                                              | - 2003 Néstor Kirchner 2007 - 2007 Cristina Fernández de Kirchner 2015 |
| Prezydent Armenii                                                | - 1998 Robert Koczarian 2008 |
| Premier Armenii                                                  | - 2000 Andranik Markarian 2007 - 2007 Serż Sarkisjan 2008 |
| Prezydent Autonomii Palestyńskiej                                | - 2005 Mahmud Abbas 2013 |
| Premier Australii                                                | - 1996 John Howard 2007 - 2007 Kevin Rudd 2010 |
| Prezydent Austrii                                                | - 2004 Heinz Fischer 2016 |
| Kanclerz Austrii                                                 | - 2000 Wolfgang Schüssel 2007 - 2007 Alfred Gusenbauer 2008 |
| Prezydent Azerbejdżanu                                           | - 2003 İlham Əliyev |
| Premier Azerbejdżanu                                             | - 2003 Artur Rasizadə 2018 |
| Premier Bahamów                                                  | - 2002 Perry Christie 2007 - 2007 Hubert Ingraham 2012 |
| Król Bahrajnu                                                    | - 2002 Hamad ibn Isa Al Chalifa |
| Premier Bahrajnu                                                 | - 1970 Chalifa ibn Salman Al Chalifa 2020 |
| Prezydent Bangladeszu                                            | - 2002 Iajuddin Ahmed 2009 |
| Premier Bangladeszu                                              | - 2006 Iajuddin Ahmed 2007 - 2007 Fakhruddin Ahmed 2009 |
| Premier Barbadosu                                                | - 1994 Owen Arthur 2008 |
| Król Belgów                                                      | - 1993 Albert II 2013 |
| Premier Belgii                                                   | - 1999 Guy Verhofstadt 2008 |
| Premier Belize                                                   | - 1998 Said Musa 2008 |
| Prezydent Beninu                                                 | - 2006 Yayi Boni 2016 |
| Król Bhutanu                                                     | - 2006 Jigme Khesar Namgyel Wangchuck |
| Premier Bhutanu                                                  | - 2006 Khandu Wangchuk 2007 - 2007 Kinzang Dorji 2008 |
| Prezydent Białorusi                                              | - 1994 Alaksandr Łukaszenka |
| Premier Białorusi                                                | - 2003 Siarhiej Sidorski 2010 |
| Prezydent Boliwii                                                | - 2006 Evo Morales 2019 |
| Przewodniczący Prezydium Bośni i Hercegowiny                     | - 2006 Nebojša Radmanović 2007 - 2007 Željko Komšić 2008 |
| Premier Bośni i Hercegowiny                                      | - 2002 Adnan Terzić 2007 - 2007 Nikola Špirić 2012 |
| Prezydent Botswany                                               | - 1998 Festus Mogae 2008 |
| Prezydent Brazylii                                               | - 2003 Luiz Inácio Lula da Silva 2011 |
| Sułtan Brunei                                                    | - 1967 Hassanal Bolkiah |
| Prezydent Bułgarii                                               | - 2002 Georgi Pyrwanow 2012 |
| Premier Bułgarii                                                 | - 2005 Sergej Staniszew 2009 |
| Prezydent Burkiny Faso                                           | - 1987 Blaise Compaoré 2014 |
| Premier Burkiny Faso                                             | - 2000 Paramanga Ernest Yonli 2007 - 2007 Tertius Zongo 2011 |
| Prezydent Burundi                                                | - 2005 Pierre Nkurunziza 2020 |
| Prezydent Chile                                                  | - 2006 Michelle Bachelet 2010 |
| Przewodniczący ChRL                                              | - 2003 Hu Jintao 2013 |
| Premier Chin                                                     | - 2003 Wen Jiabao 2013 |
| Prezydent Chorwacji                                              | - 2000 Stjepan Mesić 2010 |
| Premier Chorwacji                                                | - 2003 Ivo Sanader 2009 |
| Prezydent Cypru                                                  | - 2003 Tasos Papadopulos 2008 |
| Prezydent Cypru Północnego                                       | - 2005 Mehmet Ali Talat 2010 |
| Prezydent Czadu                                                  | - 1990 Idriss Déby 2021 |
| Premier Czadu                                                    | - 2005 Pascal Yoadimnadji 2007 - 2007 Adoum Younousmi (p.o.) 2007 - 2007 Delwa Kassiré Koumakoye 2008                                                                                           |
| Prezydent Czarnogóry                                             | - 2006 Filip Vujanović 2018 |
| Premier Czarnogóry                                               | - 2006 Željko Šturanović 2008 |
| Prezydent Czech                                                  | - 2003 Václav Klaus 2013 |
| Premier Czech                                                    | - 2006 Mirek Topolánek 2009 |
| Król Danii                                                       | - 1972 Małgorzata II 2024 |
| Premier Danii                                                    | - 2001 Anders Fogh Rasmussen 2009 |
| Prezydent DR Konga                                               | - 2001 Joseph Kabila 2019 |
| Premier DR Konga                                                 | - 2006 Antoine Gizenga 2008 |
| Dalajlama                                                        | - 1940 Tenzin Gjaco |
| Prezydent Dominikany                                             | - 2004 Leonel Fernández 2012 |
| Prezydent Dominiki                                               | - 2003 Nicholas Liverpool 2012 |
| Premier Dominiki                                                 | - 2004 Roosevelt Skerrit |
| Prezydent Dżibuti                                                | - 1999 Ismail Omar Guelleh |
| Premier Dżibuti                                                  | - 2001 Dileita Mohamed Dileita 2013 |
| Prezydent Egiptu                                                 | - 1981 Husni Mubarak 2011 |
| Premier Egiptu                                                   | - 2004 Ahmad Nazif 2011 |
| Prezydent Ekwadoru                                               | - 2005 Alfredo Palacio 2007 - 2007 Rafael Correa 2017 |
| Prezydent Erytrei                                                | - 1993 Isajas Afewerki |
| Prezydent Estonii                                                | - 2006 Toomas Hendrik Ilves 2016 |
| Premier Estonii                                                  | - 2005 Andrus Ansip 2014 |
| Prezydent Etiopii                                                | - 2001 Gyrma Uelde-Gijorgis 2013 |
| Premier Etiopii                                                  | - 1995 Meles Zenawi 2012 |
| Przew. Komisji Europejskiej                                      | - 2004 José Manuel Durão Barroso (Portugalia) 2014 |
| Prezydent Fidżi                                                  | - 2006 Frank Bainimarama (p.o.) 2007 - 2007 Josefa Iloilo 2009 |
| Premier Fidżi                                                    | - 2006 Jona Senilagakali 2007 - 2007 Frank Bainimarama 2022 |
| Prezydent Filipin                                                | - 2001 Gloria Macapagal-Arroyo 2010 |
| Prezydent Finlandii                                              | - 2000 Tarja Halonen 2012 |
| Premier Finlandii                                                | - 2003 Matti Vanhanen 2010 |
| Prezydent Francji                                                | - 1995 Jacques Chirac 2007 - 2007 Nicolas Sarkozy 2012 |
| Premier Francji                                                  | - 2005 Dominique de Villepin 2007 - 2007 François Fillon 2012 |
| Prezydent Gabonu                                                 | - 1967 Omar Bongo 2009 |
| Premier Gabonu                                                   | - 2006 Jean-Eyeghe Ndong 2009 |
| Prezydent Gambii                                                 | - 1994 Yahya Jammeh 2017 |
| Prezydent Ghany                                                  | - 2001 John Kufuor 2009 |
| Prezydent Grecji                                                 | - 2005 Karolos Papulias 2015 |
| Premier Grecji                                                   | - 2004 Kostas Karamanlis 2009 |
| Premier Grenady                                                  | - 1995 Keith Mitchell 2008 |
| Prezydent Gruzji                                                 | - 2004 Micheil Saakaszwili 2007 - 2007 Nino Burdżanadze (p.o.) 2008 |
| Premier Gruzji                                                   | - 2005 Zurab Nogaideli 2007 - 2007 Giorgi Baramidze (tym.) 2007 - 2007 Lado Gurgenidze 2008 |
| Prezydent Gujany                                                 | - 1999 Bharrat Jagdeo 2011 |
| Premier Gujany                                                   | - 1999 Samuel Hinds 2015 |
| Prezydent Gwatemali                                              | - 2004 Óscar Berger Perdomo 2008 |
| Prezydent Gwinei                                                 | - 1984 Lansana Conté 2008 |
| Premier Gwinei                                                   | - 2007 Eugène Camara 2007 - 2007 Lansana Kouyaté 2008 |
| Prezydent Gwinei Bissau                                          | - 2005 João Bernardo Vieira 2009 |
| Premier Gwinei Bissau                                            | - 2005 Aristides Gomes 2007 - 2007 Martinho Ndafa Kabi 2008 |
| Prezydent Gwinei Równikowej                                      | - 1979 Teodoro Obiang Nguema Mbasogo |
| Premier Gwinei Równikowej                                        | - 2006 Ricardo Mangue Obama Nfubea 2008 |
| Prezydent Haiti                                                  | - 2006 René Préval 2011 |
| Premier Haiti                                                    | - 2006 Jacques-Édouard Alexis 2008 |
| Król Hiszpanii                                                   | - 1975 Jan Karol I 2014 |
| Premier Hiszpanii                                                | - 2004 José Luis Rodríguez Zapatero 2011 |
| Król Holandii                                                    | - 1980 Beatrycze 2013 |
| Premier Holandii                                                 | - 2002 Jan Peter Balkenende 2010 |
| Prezydent Hondurasu                                              | - 2006 José Manuel Zelaya Rosales 2009 |
| Najwyższy przywódca Iranu                                        | - 1989 Ali Chamenei |
| Prezydent Iranu                                                  | - 2005 Mahmud Ahmadineżad 2013 |
| Prezydent Iraku                                                  | - 2005 Dżalal Talabani 2014 |
| Premier Iraku                                                    | - 2006 Nuri al-Maliki 2014 |
| Prezydent Indii                                                  | - 2002 A.P.J. Abdul Kalam 2007 - 2007 Pratibha Patil 2012 |
| Premier Indii                                                    | - 2004 Manmohan Singh 2014 |
| Prezydent Indonezji                                              | - 2004 Susilo Bambang Yudhoyono 2014 |
| Prezydent Irlandii                                               | - 1997 Mary McAleese 2011 |
| Premier Irlandii                                                 | - 1997 Bertie Ahern 2008 |
| Prezydent Islandii                                               | - 1996 Ólafur Ragnar Grímsson 2016 |
| Premier Islandii                                                 | - 2006 Geir Haarde 2009 |
| Prezydent Izraela                                                | - 2000 Mosze Kacaw 2007 - 2007 Dalja Icik (p.o.) 2007 - 2007 Szimon Peres 2014 |
| Premier Izraela                                                  | - 2006 Ehud Olmert 2009 |
| Premier Jamajki                                                  | - 2006 Portia Simpson-Miller 2007 - 2007 Bruce Golding 2011 |
| Cesarz Japonii                                                   | - 1989 Akihito 2019 |
| Premier Japonii                                                  | - 2006 Shinzō Abe 2007 - 2007 Yasuo Fukuda 2008 |
| Prezydent Jemenu                                                 | - 1990 Ali Abd Allah Salih 2012 |
| Król Jordanii                                                    | - 1999 Abd Allah II |
| Premier Jordanii                                                 | - 2005 Maruf al-Bachit 2007 - 2007 Nadir az-Zahabi 2009 |
| Król Kambodży                                                    | - 2004 Norodom Sihamoni |
| Premier Kambodży                                                 | - 1993 Hun Sen 2023 |
| Prezydent Kamerunu                                               | - 1982 Paul Biya |
| Premier Kamerunu                                                 | - 2004 Ephraïm Inoni 2009 |
| Premier Kanady                                                   | - 2006 Stephen Harper 2015 |
| Prezydent Górskiego Karabachu                                    | - 1997 Arkadi Ghukasjan 2007 - 2007 Bako Sahakian 2020 |
| Emir Kataru                                                      | - 1995 Hamad ibn Chalifa 2013 |
| Premier Kataru                                                   | - 1996 Abd Allah ibn Chalifa 2007 - 2007 Hamad ibn Dżasim ibn Dżabr 2013 |
| Prezydent Kazachstanu                                            | - 1991 Nursułtan Nazarbajew 2019 |
| Premier Kazachstanu                                              | - 2003 Daniał Achmetow 2007 - 2007 Kärym Mäsymow 2012 |
| Prezydent Kenii                                                  | - 2002 Mwai Kibaki 2013 |
| Prezydent Kirgistanu                                             | - 2005 Kurmanbek Bakijew 2010 |
| Premier Kirgistanu                                               | - 2005 Feliks Kułow 2007 - 2007 Azim Isabekow 2007 - 2007 Ałmazbek Atambajew 2008 - 2007 Iskenderbek Ajdaralijew (p.o.) 2007 - 2007 Igor Czudinow 2009                                          |
| Prezydent Kolumbii                                               | - 2002 Álvaro Uribe Vélez 2010 |
| Prezydent Konga                                                  | - 1997 Denis Sassou-Nguesso |
| Premier Konga                                                    | - 2005 Isidore Mvouba 2009 |
| Patriarcha Konstantynopola                                       | - 1991 Bartłomiej I |
| Prezydent Korei Południowej                                      | - 2003 Roh Moo-hyun 2008 |
| Premier Korei Południowej                                        | - 2006 Han Myung-sook 2007 - 2007 Han Duck-soo 2008 |
| Prezydent KRLD                                                   | - 1998 Kim Il Sŏng („Wieczny Prezydent”) 2019 |
| Najwyższy Przywódca KRLD                                         | - 1994 Kim Dzong Il 2011 |
| Premier KRLD                                                     | - 2003 Pak Pong Ju 2007 - 2007 Kim Yŏng Il 2010 |
| Prezydent Kostaryki                                              | - 2006 Óscar Arias Sánchez 2010 |
| Przewodniczący Rady Państwa Kuby                                 | - 1976 Fidel Castro 2008 |
| Emir Kuwejtu                                                     | - 2006 Sabah IV 2020 |
| Premier Kuwejtu                                                  | - 2006 Nasir al-Muhammad al-Ahmad as-Sabah 2011 |
| Prezydent Laosu                                                  | - 2006 Choummaly Sayasone 2016 |
| Król Lesotho                                                     | - 1996 Letsie III |
| Premier Lesotho                                                  | - 1998 Pakalitha Mosisili 2012 |
| Prezydent Libanu                                                 | - 1998 Émile Lahoud 2007 - 2007 Fouad Siniora (p.o.) 2008 |
| Premier Libanu                                                   | - 2005 Fouad Siniora 2009 |
| Prezydent Liberii                                                | - 2006 Ellen Johnson-Sirleaf 2018 |
| Przywódca Libii                                                  | - 1969 Mu’ammar al-Kaddafi 2011 |
| Premier Libii                                                    | - 2006 Al-Baghdadi Ali al-Mahmudi 2011 |
| Sekretarz generalny PKL Libii                                    | - 1992 Az-Zanati Imhammad az-Zanati 2008 |
| Książę Liechtensteinu                                            | - 1989 Jan Adam II |
| Premier Liechtensteinu                                           | - 2001 Otmar Hasler 2009 |
| Prezydent Litwy                                                  | - 2004 Valdas Adamkus 2009 |
| Premier Litwy                                                    | - 2006 Gediminas Kirkilas 2008 |
| Wielki książę Luksemburga                                        | - 2000 Henryk |
| Premier Luksemburga                                              | - 1995 Jean-Claude Juncker 2013 |
| Prezydent Łotwy                                                  | - 1999 Vaira Vīķe-Freiberga 2007 - 2007 Valdis Zatlers 2011 |
| Premier Łotwy                                                    | - 2004 Aigars Kalvītis 2007 - 2007 Ivars Godmanis 2009 |
| Prezydent Macedonii                                              | - 2004 Branko Crwenkowski 2009 |
| Premier Macedonii                                                | - 2006 Nikoła Gruewski 2016 |
| Prezydent Madagaskaru                                            | - 2002 Marc Ravalomanana 2009 |
| Premier Madagaskaru                                              | - 2002 Jacques Sylla 2007 - 2007 Charles Rabemananjara 2009 |
| Prezydent Malawi                                                 | - 2004 Bingu wa Mutharika 2012 |
| Prezydent Malediwów                                              | - 1978 Maumun ̓Abdul Gajum 2008 |
| Król Malezji                                                     | - 2006 Tuanku Mizan Zainal Abidin 2011 - 2006 Tuanku Abdul Halim 2011 |
| Premier Malezji                                                  | - 2003 Abdullah Ahmad Badawi 2009 |
| Prezydent Mali                                                   | - 2002 Amadou Toumani Touré 2012 |
| Premier Mali                                                     | - 2004 Ousmane Issoufi Maïga 2007 - 2007 Modibo Sidibé 2011 |
| Prezydent Malty                                                  | - 2004 Edward Fenech Adami 2009 |
| Premier Malty                                                    | - 2004 Lawrence Gonzi 2013 |
| Król Maroka                                                      | - 1999 Muhammad VI |
| Premier Maroka                                                   | - 2002 Driss Jettou 2007 - 2007 Abbas al-Fasi 2011 |
| Prezydent Mauretanii                                             | - 2005 Ili uld Muhammad Fal 2007 - 2007 Sidi uld Szajch Abdallahi 2008 |
| Premier Mauretanii                                               | - 2005 Sidi Muhammad uld Bubakar 2007 - 2007 Zin uld Zidan 2008 |
| Prezydent Mauritiusa                                             | - 2003 Anerood Jugnauth 2012 |
| Premier Mauritiusa                                               | - 2005 Navin Ramgoolam 2014 |
| Prezydent Meksyku                                                | - 2006 Felipe Calderón 2012 |
| Prezydent Mikronezji                                             | - 2003 Joseph Urusemal 2007 - 2007 Manny Mori 2015 |
| Przewodniczący Państwowej Rady Pokoju i Rozwoju Mjanmy           | - 1997 Than Shwe 2011 |
| Premier Mjanmy                                                   | - 2004 Soe Win 2007 - 2007 Thein Sein 2011 |
| Prezydent Mołdawii                                               | - 2001 Vladimir Voronin 2009 |
| Premier Mołdawii                                                 | - 2001 Vasile Tarlev 2008 |
| Książę Monako                                                    | - 2005 Albert II |
| Minister stanu Monako                                            | - 2005 Jean-Paul Proust 2010 |
| Prezydent Mongolii                                               | - 2005 Nambaryn Enchbajar 2009 |
| Premier Mongolii                                                 | - 2006 Mijeegombyn Enchbold 2007 - 2007 Sandżaagijn Bajar 2009 |
| Prezydent Mozambiku                                              | - 2005 Armando Guebuza 2015 |
| Premier Mozambiku                                                | - 2004 Luisa Diogo 2010 |
| Prezydent Naddniestrza                                           | - 1991 Igor Smirnow 2011 |
| Prezydent Namibii                                                | - 2005 Hifikepunye Pohamba 2015 |
| Premier Namibii                                                  | - 2005 Nahas Angula 2012 |
| Sekretarz generalny NATO                                         | - 2004 Jaap de Hoop Scheffer (Holandia) 2009 |
| Prezydent Nauru                                                  | - 2004 Ludwig Scotty 2007 - 2007 Marcus Stephen 2011 |
| Król Nepalu                                                      | - 2001 Gyanendra 2008 |
| Premier Nepalu                                                   | - 2006 Girija Prasad Koirala 2008 |
| Prezydent Niemiec                                                | - 2004 Horst Köhler 2010 |
| Kanclerz Niemiec                                                 | - 2005 Angela Merkel 2021 |
| Prezydent Nigru                                                  | - 1999 Mamadou Tandja 2010 |
| Premier Nigru                                                    | - 2000 Hama Amadou 2007 - 2007 Seyni Oumarou 2009 |
| Prezydent Nigerii                                                | - 1999 Olusẹgun Ọbasanjọ 2007 - 2007 Umaru Yar’Adua 2010 |
| Prezydent Nikaragui                                              | - 2002 Enrique Bolaños 2007 - 2007 Daniel Ortega 2025 |
| Król Norwegii                                                    | - 1991 Harald V |
| Premier Norwegii                                                 | - 2005 Jens Stoltenberg 2013 |
| Premier Nowej Zelandii                                           | - 1999 Helen Clark 2008 |
| Prezydent Osetii Południowej                                     | - 2001 Eduard Kokojty 2011 |
| Sułtan Omanu                                                     | - 1970 Kabus ibn Sa’id 2020 |
| Sekretarz generalny ONZ                                          | - 2007 Ban Ki-moon (Korea Południowa) 2016 |
| Prezydent Pakistanu                                              | - 2001 Pervez Musharraf 2008 |
| Premier Pakistanu                                                | - 2004 Shaukat Aziz 2007 - 2007 Muhammad Mian Soomro (p.o.) 2008 |
| Prezydent Palau                                                  | - 2001 Tommy Remengesau 2009 |
| Prezydent Panamy                                                 | - 2004 Martín Torrijos 2009 |
| Papież                                                           | - 2005 Benedykt XVI 2013 |
| Premier Papui-Nowej Gwinei                                       | - 2002 Michael Somare 2011 |
| Prezydent Paragwaju                                              | - 2003 Nicanor Duarte Frutos 2008 |
| Prezydent Peru                                                   | - 2006 Alan García Pérez 2011 |
| Premier Peru                                                     | - 2006 Jorge del Castillo 2008 |
| Prezydent Południowej Afryki                                     | - 1999 Thabo Mbeki 2008 |
| Prezydent Portugalii                                             | - 2006 Aníbal Cavaco Silva 2016 |
| Premier Portugalii                                               | - 2005 José Sócrates 2011 |
| Sekretarz generalny Rady Europy                                  | - 2004 Terry Davis (Wielka Brytania) 2009 |
| Prezydent Republiki Środkowoafrykańskiej                         | - 2003 François Bozizé 2013 |
| Premier Republiki Środkowoafrykańskiej                           | - 2005 Élie Doté 2008 |
| Prezydent Republiki Zielonego Przylądka                          | - 2001 Pedro Pires 2011 |
| Premier Republiki Zielonego Przylądka                            | - 2001 José Maria Neves 2016 |
| Prezydent Rosji                                                  | - 1999 Władimir Putin 2008 |
| Premier Rosji                                                    | - 2004 Michaił Fradkow 2007 - 2007 Wiktor Zubkow 2008 |
| Prezydent Rumunii                                                | - 2004 Traian Băsescu 2007 - 2007 Nicolae Văcăroiu (p.o.) 2007 - 2007 Traian Băsescu 2012 |
| Premier Rumunii                                                  | - 2004 Călin Popescu-Tăriceanu 2008 |
| Prezydent Rwandy                                                 | - 2000 Paul Kagame |
| Premier Rwandy                                                   | - 2000 Bernard Makuza 2011 |
| Premier Saint Kitts i Nevis                                      | - 1995 Denzil Douglas 2015 |
| Premier Saint Lucia                                              | - 2006 John Compton 2007 - 2007 Stephenson King 2011 |
| Premier Saint Vincent i Grenadyn                                 | - 2001 Ralph Gonsalves |
| Prezydent Salwadoru                                              | - 2004 Antonio Saca 2009 |
| O le Ao o le Malo Samoa                                          | - 1962 Malietoa Tanumafili II 2007 - 2007 Tupua Tamasese Tupuola Tufuga Efi (p.o.) 2007 - 2007 Tuimalealiʻifano Vaʻaletoa Sualauvi II (p.o.) 2007 - 2007 Tupua Tamasese Tupuola Tufuga Efi 2017 |
| Premier Samoa                                                    | - 1998 Tuilaʻepa Sailele Malielegaoi 2021 |
| Kapitanowie Regenci San Marino                                   | - 2006 Antonio Carattoni Roberto Giorgetti 2007 - 2007 Alessandro Rossi Alessandro Mancini 2007 - 2007 Alberto Selva Mirko Tomassoni 2008                                                       |
| Sekretarz Stanu do spraw Politycznych i Zagranicznych San Marino | - 2006 Fiorenzo Stolfi 2008 |
| Prezydent Senegalu                                               | - 2000 Abdoulaye Wade 2012 |
| Premier Senegalu                                                 | - 2004 Macky Sall 2007 - 2007 Cheikh Hadjibou Soumaré 2009 |
| Prezydent Serbii                                                 | - 2006 Boris Tadić 2012 |
| Premier Serbii                                                   | - 2006 Vojislav Koštunica 2008 |
| Prezydent Seszeli                                                | - 2004 James Michel 2016 |
| Prezydent Sierra Leone                                           | - 1998 Ahmad Tejan Kabbah 2007 - 2007 Ernest Bai Koroma 2018 |
| Prezydent Singapuru                                              | - 1999 S.R. Nathan 2011 |
| Premier Singapuru                                                | - 2004 Lee Hsien Loong 2024 |
| Prezydent Słowacji                                               | - 2004 Ivan Gašparovič 2014 |
| Premier Słowacji                                                 | - 2006 Robert Fico 2010 |
| Prezydent Słowenii                                               | - 2002 Janez Drnovšek 2007 - 2007 Danilo Türk 2012 |
| Premier Słowenii                                                 | - 2004 Janez Janša 2008 |
| Prezydent Somalii                                                | - 2004 Abdullahi Jusuf 2008 |
| Premier Somalii                                                  | - 2004 Ali Mohammed Ghedi 2007 - 2007 Salim Alijow Ibrow (p.o.) 2007 - 2007 Nur Hassan Hussein 2009                                                                                             |
| Prezydent Sri Lanki                                              | - 2005 Mahinda Rajapaksa 2015 |
| Premier Sri Lanki                                                | - 2005 Ratnasiri Wickremanayake 2010 |
| Król Suazi                                                       | - 1986 Ntombi (współpanująca) 2018 - 1986 Mswati III 2018 |
| Premier Suazi                                                    | - 2003 Absalom Themba Dlamini 2008 |
| Prezydent Sudanu                                                 | - 1989 Umar al-Baszir 2019 |
| Prezydent Surinamu                                               | - 2000 Ronald Venetiaan 2010 |
| Prezydent Syrii                                                  | - 2000 Baszszar al-Asad 2024 |
| Premier Syrii                                                    | - 2003 Muhammad Nadżi al-Utri 2011 |
| Prezydent Szwajcarii                                             | - 2007 Micheline Calmy-Rey 2007 |
| Król Szwecji                                                     | - 1973 Karol XVI Gustaw |
| Premier Szwecji                                                  | - 2006 Fredrik Reinfeldt 2014 |
| Prezydent Tadżykistanu                                           | - 1994 Emomali Rahmon |
| Premier Tadżykistanu                                             | - 1999 Okil Okilow 2013 |
| Król Tajlandii                                                   | - 1946 Bhumibol Adulyadej 2016 |
| Premier Tajlandii                                                | - 2006 Surayud Chulanont 2008 |
| Prezydent Tajwanu                                                | - 2000 Chen Shui-bian 2008 |
| Prezydent Tanzanii                                               | - 2005 Jakaya Kikwete 2015 |
| Premier Tanzanii                                                 | - 2005 Edward Lowassa 2008 |
| Prezydent Timoru Wschodniego                                     | - 2002 Xanana Gusmão 2007 - 2007 José Ramos-Horta 2012 |
| Premier Timoru Wschodniego                                       | - 2006 José Ramos-Horta 2007 - 2007 Estanislau da Silva 2007 - 2007 Xanana Gusmão 2015 |
| Prezydent Togo                                                   | - 2005 Faure Gnassingbé 2025 |
| Premier Togo                                                     | - 2006 Yawovi Agboyibo 2007 - 2007 Komlan Mally 2008 |
| Król Tonga                                                       | - 2006 Jerzy Tupou V 2012 |
| Premier Tonga                                                    | - 2006 Feleti Sevele 2010 |
| Prezydent Trynidadu i Tobago                                     | - 2003 George Maxwell Richards 2013 |
| Premier Trynidadu i Tobago                                       | - 2001 Patrick Manning 2010 |
| Prezydent Tunezji                                                | - 1987 Zajn al-Abidin ibn Ali 2011 |
| Premier Tunezji                                                  | - 1999 Muhammad al-Ghannuszi 2011 |
| Prezydent Turcji                                                 | - 2000 Ahmet Necdet Sezer 2007 - 2007 Abdullah Gül 2014 |
| Premier Turcji                                                   | - 2003 Recep Tayyip Erdoğan 2014 |
| Prezydent Turkmenistanu                                          | - 2006 Gurbanguly Berdimuhamedow 2022 |
| Prezydent Ugandy                                                 | - 1986 Yoweri Museveni |
| Premier Ugandy                                                   | - 1999 Apolo Nsibambi 2011 |
| Prezydent Ukrainy                                                | - 2005 Wiktor Juszczenko 2010 |
| Premier Ukrainy                                                  | - 2006 Wiktor Janukowycz 2007 - 2007 Julia Tymoszenko 2010 |
| Prezydent Urugwaju                                               | - 2005 Tabaré Vázquez 2010 |
| Prezydent USA                                                    | - 2001 George W. Bush 2009 |
| Prezydent Uzbekistanu                                            | - 1991 Islom Karimov 2016 |
| Premier Uzbekistanu                                              | - 2003 Shavkat Mirziyoyev 2016 |
| Prezydent Vanuatu                                                | - 2004 Kalkot Mataskelekele 2009 |
| Premier Vanuatu                                                  | - 2004 Ham Lini 2008 |
| Prezydent Wenezueli                                              | - 1999 Hugo Chávez 2013 |
| Prezydent Węgier                                                 | - 2005 László Sólyom 2010 |
| Premier Węgier                                                   | - 2004 Ferenc Gyurcsány 2009 |
| Monarcha Wielkiej Brytanii                                       | - 1952 Elżbieta II 2022 |
| Premier Wielkiej Brytanii                                        | - 1997 Tony Blair 2007 - 2007 Gordon Brown 2010 |
| Prezydent Wietnamu                                               | - 2006 Nguyễn Minh Triết 2011 |
| Premier Wietnamu                                                 | - 2006 Nguyễn Tấn Dũng 2016 |
| Prezydent Włoch                                                  | - 2006 Giorgio Napolitano 2015 |
| Premier Włoch                                                    | - 2006 Romano Prodi 2008 |
| Prezydent WKS                                                    | - 2000 Laurent Gbagbo 2011 |
| Premier WKS                                                      | - 2005 Charles Konan Banny 2007 - 2007 Guillaume Soro 2012 |
| Prezydent Wysp Marshalla                                         | - 2000 Kessai Note 2008 |
| Prezydent Wysp Świętego Tomasza i Książęcej                      | - 2003 Fradique de Menezes 2011 |
| Prezydent Zambii                                                 | - 2002 Levy Mwanawasa 2008 |
| Prezydent Zimbabwe                                               | - 1987 Robert Mugabe 2017 |
| Prezydent ZEA                                                    | - 2004 Chalifa ibn Zajid Al Nahajjan 2022 |
| Premier ZEA                                                      | - 2006 Muhammad ibn Raszid al-Maktum |

Rok 2007 / MMVII
stulecia: XX wiek ~
XXI wiek ~
XXII wiek

dziesięciolecia:
1970–1979 •
1980–1989 •
1990–1999 •
2000–2009
• 2010–2019
• 2020–2029

lata: 1997 «
2002 «
2003 «
2004 «
2005 «
2006 «
2007
» 2008
» 2009
» 2010
» 2011
» 2012
» 2017

## Rocznice
750-lecie miast Wodzisławia Śląskiego i Krakowa.

### Rok 2007 ogłoszono
- Międzynarodowym Rokiem Polarnym (ICSU i WMO)
- Europejskim Rokiem na rzecz Równości Szans dla Wszystkich(inne języki) (UE)
- Rokiem Muzycznym przyznanym przez MTV Europe Music Awards
- Rokiem Stanisława Wyspiańskiego
- Rokiem Władysława Andersa
- Rokiem Karola Szymanowskiego
- Rokiem Artura Rubinsteina
- Rokiem Josepha Conrada Korzeniowskiego
- Rokiem Konstytucji Księstwa Warszawskiego
- Rokiem św. Józefa Kalasancjusza
- Rokiem Delfina
- Rokiem Bolesława Leśmiana
- Rokiem Josepha von Eichendorffa

## Wydarzenia w Polsce

### Styczeń
- 1 stycznia:
  - za sprawą decyzji Komitetu UNESCO ds. Dziedzictwa Światowego z 12 lipca 2006 KL Auschwitz zmienił swą oficjalną nazwę na Były Nazistowski Niemiecki Obóz Koncentracyjny i Zagłady Auschwitz-Birkenau.
  - Wojnicz odzyskał prawa miejskie.
  - Daleszyce uzyskały prawa miejskie.
- 4 stycznia – rozpoczęła nadawanie telewizja Fox Life.
- 5 stycznia – abp Stanisław Wielgus objął funkcję metropolity warszawskiego. Po dwóch dniach złożył jednak przyjętą przez papieża rezygnację.
- 10 stycznia – koniec 6-letniej kadencji prezesa NBP Leszka Balcerowicza.
- 11 stycznia – Sławomir Skrzypek został zaprzysiężony na stanowisko prezesa NBP.
- 14 stycznia – jubileuszowy XV Finał Wielkiej Orkiestry Świątecznej Pomocy.
- 18 stycznia – nad Polską przeszedł orkan Kyrill, wiejący w porywach do 250 km/h, powodując 6 ofiar śmiertelnych i 36 rannych.
- 19 stycznia:
  - Minister sportu Tomasz Lipiec zawiesił władze PZPN i wyznaczył kuratora związku.
  - otwarto most nad Olzą na drogowym przejściu granicznym Chałupki-Bogumin.
- 20 stycznia – Sąd Okręgowy w Łodzi ogłosił wyroki w tzw. aferze „łowców skór”.
- 21 stycznia – kawalerem Orderu Uśmiechu został ks. biskup Antoni Długosz.
- 22–28 stycznia – mistrzostwa Europy w łyżwiarstwie figurowym w Warszawie.
- FSO zakończyło produkcję Matiza.

### Luty
- 2 lutego:
  - Pałac Kultury i Nauki w Warszawie został wpisany do rejestru zabytków.
  - oscypek jako drugi polski produkt regionalny uzyskał status Chronionej Nazwy Pochodzenia UE.
- 5 lutego:
  - minister obrony narodowej Radosław Sikorski podał się do dymisji.
  - zainaugurowano rejsy promów na trasie Świnoujście-Trelleborg (Szwecja).
- 7 lutego:
  - odwołanie Radosława Sikorskiego i powołanie na ministra obrony narodowej Aleksandra Szczygły.
  - odwołanie Ludwika Dorna i powołanie 8 lutego Janusza Kaczmarka na ministra spraw wewnętrznych i administracji.
  - ukończenie budowy kompleksu Złote Tarasy.
- 9 lutego:
  - odwołanie Marka Bieńkowskiego ze stanowiska Komendanta Głównego Policji.
  - ostatecznie zlikwidowano usługi dalekopisowe.
- 12 lutego – Centralne Biuro Antykorupcyjne zatrzymało kardiochirurga Mirosława Garlickiego.
- 16 lutego – prezydent Lech Kaczyński ujawnił treść raportu na temat weryfikacji WSI; dokument zawiera 374 strony (tzw. „Raport Macierewicza”).
- 26 lutego – zmiany na stanowisku prezesa TVP, odwołany Bronisław Wildstein, powołany p.o. prezesa Andrzej Urbański.
- 27 lutego – Akademia Medyczna w Poznaniu została przekształcona w Uniwersytet Medyczny im. Karola Marcinkowskiego w Poznaniu.

### Marzec
- 3 marca – papież Benedykt XVI mianował abpa Kazimierza Nycza arcybiskupem metropolitą warszawskim.
- 7 marca – Sejm RP przyjął przez aklamację uchwałę w sprawie ogłoszenia roku 2007 Rokiem Artura Rubinsteina.
- 13 marca – Trybunał Konstytucyjny orzekł, że przepis dotyczący utraty mandatu wójta, burmistrza, prezydenta miasta oraz radnego w wyniku niezłożenia przez niego w terminie oświadczenia majątkowego jest niezgodny z Konstytucją.
- 14 marca – został zlikwidowany urząd Rzecznika Interesu Publicznego.
- 15 marca – na targach biżuterii w Gdańsku skradziono diamenty warte 1,5 mln dolarów.
- 16 marca:
  - PZL Mielec zostały kupione przez Sikorsky Aircraft Corporation.
  - rozpoczęła działalność sieć telefonii komórkowej Play.
- 19 marca – uruchomiono portal internetowy TVN24.pl.
- 20 marca – Europejski Trybunał Praw Człowieka ogłosił wyrok w sprawie Alicji Tysiąc.
- 21 marca – w gazecie „Dziennik Polska-Europa-Świat” opublikowano stenogramy z nagranych rozmów Aleksandra Gudzowatego i Józefa Oleksego. Dało to początek sprawie tzw. taśm Oleksego.
- 26 marca – w Zakładzie Karnym w Sieradzu strażnik więzienny zastrzelił 3 policjantów z Pabianic, a konwojowanego przez nich osadzonego ciężko zranił.
- 28 marca – prezydenci Gdańska, Gdyni i Sopotu oraz marszałek województwa pomorskiego podpisali Kartę Trójmiasta.
- 30 marca – Sąd Okręgowy w Bielsku-Białej skazał na 25 lat pozbawienia wolności Ryszarda Niemczyka ps. „Rzeźnik”, oskarżonego m.in. o współudział w zabójstwie Andrzeja Kolikowskiego ps. „Pershing”.

### Kwiecień
- 1 kwietnia – abp Kazimierz Nycz objął funkcję arcybiskupa metropolity warszawskiego.
- 4 kwietnia – Naczelny Sąd Administracyjny uznał za zgodne z prawem nadanie dziecku (jako drugiego) imienia Dąb.
- 5 kwietnia:
  - Kopalnia Soli Kłodawa została wpisana do Rejestru zabytków.
  - odbył się koncert niemieckiej grupy Tokio Hotel w Warszawie.
- 11 kwietnia – kawalerem Orderu Uśmiechu została Irena Sendlerowa.
- 13 kwietnia – Sejm RP odrzucił projekt zmiany Konstytucji RP w sprawie ochrony życia poczętego.
- 19 kwietnia – generał Andrzej Błasik został dowódcą Sił Powietrznych RP.
- 23 kwietnia – 2 górników zginęło, a 3 zostało rannych w wyniku zawału w KWK „Staszic” w Katowicach.
- 25 kwietnia – w trakcie zatrzymania przez ABW Barbara Blida popełniła samobójstwo.
- 27 kwietnia – wicepremier Ludwik Dorn został odwołany z rządu Jarosława Kaczyńskiego; Sejm wybrał go na marszałka Sejmu, odwołując Marka Jurka z tej funkcji.

### Maj
- 2 maja – papież Benedykt XVI mianował bpa Piotra Liberę, sekretarza generalnego Konferencji Episkopatu Polski, nowym biskupem płockim.
- 3 maja – uruchomiono kanał TVP Historia.
- 11 maja – Trybunał Konstytucyjny orzekł o częściowej niekonstytucyjności ustawy lustracyjnej.
- 19 maja – w Warszawie odsłonięto pomnik Agnieszki Osieckiej.
- 20 maja – referendum lokalne w województwie podlaskim w sprawie przebiegu obwodnicy Augustowa.
- 24 maja – Sejm RP przyjął ustawę dotyczącą finansowania leczenia ofiar wypadków drogowych z OC i ustawę o utworzeniu Wojsk Specjalnych RP.
- 31 maja:
  - biskup Piotr Libera, sekretarz generalny Episkopatu Polski objął urząd biskupa płockiego i dokonał ingresu do katedry płockiej.
  - pacyfikacja kopalni Wujek: Sąd Okręgowy w Katowicach uznał wszystkich 17 oskarżonych zomowców winnymi popełnienia zbrodni komunistycznej.

### Czerwiec
- 1 czerwca:
  - inauguracja dziesięciodniowych obchodów 750-lecia lokacji Krakowa na prawie magdeburskim.
  - w Świdnicy odbył się III Ogólnopolski Zlot Szkół i Placówek im. Kawalerów Orderu Uśmiechu.
  - w ramach ćwiczeń ratowniczych podpalono wieżowiec Poltegor Centre we Wrocławiu.
- 2 czerwca:
  - prezydent Krakowa Jacek Majchrowski otworzył Pawilon Wyspiańskiego.
  - XI Ogólnopolskie Spotkanie Młodzieży Lednica 2000.
- 8 czerwca – w rezydencji prezydenckiej w Helu odbyło się kilkudziesięciominutowe spotkanie prezydenta RP Lecha Kaczyńskiego z prezydentem Stanów Zjednoczonych George’em W. Bushem, zakończone wspólną konferencją prasową na lotnisku Gdańsk-Rębiechowo.
- 13 czerwca – na Stadionie Śląskim zagrały zespoły Linkin Park i Pearl Jam.
- 15 czerwca – rozpoczął się VII zjazd gnieźnieński.
- 19 czerwca:
  - pielęgniarki rozpoczęły protest pod Kancelarią Prezesa Rady Ministrów. Cztery z nich zaczęły okupować budynek, co doprowadziło do powstania białego miasteczka.
  - w swej celi w Areszcie Śledczym w Olsztynie został znaleziony martwy Wojciech Franiewski, przywódca grupy, która porwała i zamordowała Krzysztofa Olewnika.
- 20 czerwca – Śląska Akademia Medyczna im. Ludwika Waryńskiego w Katowicach zmieniła nazwę na Śląski Uniwersytet Medyczny w Katowicach.
- 21 czerwca – zespół Genesis zagrał na Stadionie Śląskim w Chorzowie.
- 25 czerwca – z wizytą do Polski przybył król Arabii Saudyjskiej Abd Allah ibn Abd al-Aziz Al Su’ud.
- 26 czerwca:
  - król Arabii Saudyjskiej Abd Allah ibn Abd al-Aziz Al Su’ud odebrał w Warszawie Order Uśmiechu.
  - wmurowano kamień węgielny pod budowę Muzeum Historii Żydów Polskich na warszawskim Muranowie.
- 27 czerwca – Komitet Światowego Dziedzictwa UNESCO obradujący w Nowej Zelandii podjął decyzję o zmianie nazwy byłego obozu koncentracyjnego Auschwitz-Birkenau we wpisie na listę światowego dziedzictwa na: Auschwitz-Birkenau. Niemiecki nazistowski obóz koncentracyjny i zagłady (1940–1945).
- 30 czerwca – obchody 750-lecia lokacji miasta Biecz.

### Lipiec
- 1 lipca – liberalizacja rynku energii elektrycznej w Polsce: w związku z procesem liberalizacji rynku energii elektrycznej ponad 15 mln odbiorców uzyskało prawo wyboru dostawcy (sprzedawcy) energii.
- 2 lipca – kulminacja obchodów 750-lecia lokacji Gorzowa Wielkopolskiego.
- 3 lipca – zespół Red Hot Chili Peppers zagrał na Stadionie Śląskim w Chorzowie.
- 6 lipca – amerykańska grupa numetalowa Korn zagrała w katowickim Spodku.
- 9 lipca:
  - po ujawnieniu tzw. afery gruntowej Andrzej Lepper został zdymisjonowany z funkcji wicepremiera oraz ministra rolnictwa i rozwoju wsi.
  - tygodnik Wprost opublikował na swej stronie internetowej tzw. taśmy Rydzyka z obraźliwymi wypowiedziami dyrektora Radia Maryja pod adresem prezydenta Lecha Kaczyńskiego i jego żony.
- 11 lipca – George Michael wystąpił na torze wyścigów konnych Służewiec w Warszawie.
- 15 lipca – o godzinie 17 tzw. „białe miasteczko” pod KPRM zostało zlikwidowane.
- 19 lipca – Wu-Tang Clan wystąpił po raz pierwszy w Polsce w warszawskim klubie „Stodoła”.
- 20 lipca – przez gminy województwa śląskiego – Kłomnice, Rędziny i Mstów – przeszła trąba powietrzna, niszcząc ok. 150 budynków oraz raniąc 7 osób. Silny wiatr zniszczył również zabudowania i odciął od świata wieś Skotniki w gminie Aleksandrów (województwo łódzkie).
- 21 lipca:
  - w Lesznie odbył się finał Drużynowego Pucharu Świata na żużlu. Polska reprezentacja zdobyła mistrzostwo świata, pokonując w finale Danię, Australię oraz Wielką Brytanię.
  - potężne trąby powietrzne przeszły przez rejony południowej Polski.
- 22 lipca – potężne trąby powietrzne przeszły nad Lubelszczyzną, powodując znaczne zniszczenia.
- 23 lipca – Prezydent Lech Kaczyński ogłosił 3-dniową żałobę narodową z powodu katastrofy polskiego autokaru z pielgrzymami, w której zginęło 26 osób.

### Sierpień
- 4–7 sierpnia – finał zlotu żaglowców The Tall Ships’ Races w Szczecinie – Szczecin jest organizatorem wielkiego finału 51 zlotu żaglowców The Tall Ships’ Races (Operacja Żagiel).
- 8 sierpnia – minister Spraw Wewnętrznych i Administracji Janusz Kaczmarek został zdymisjonowany przez premiera Jarosława Kaczyńskiego. Nowym ministrem został Władysław Stasiak.
- 13 sierpnia – rekonstrukcja rządu Jarosława Kaczyńskiego. Odwołanie ministrów LPR i Samoobrony: Romana Giertycha, Andrzeja Aumillera, Anny Kalaty i Rafała Wiecheckiego, powołanie odpowiednio: Ryszarda Legutki, Mirosława Barszcza, Joanny Kluzik-Rostkowskiej i Marka Gróbarczyka.
- 15 sierpnia – w Warszawie z okazji święta sił zbrojnych po raz pierwszy od 1974 roku odbyła się defilada wojskowa, w której udział wzięły m.in. samoloty i helikoptery bojowe.
- 21 sierpnia – najtragiczniejszy dzień w dziejach żeglugi na wodach Krainy Wielkich Jezior Mazurskich. Wiatr wiał z prędkością ok. 130 km/h (12 stopień w skali Beauforta). Zginęło 12 osób.
- 23 sierpnia:
  - na Dworcu Centralnym odbyła się oficjalna prezentacja pociągu elektrycznego ED74.
  - na północny wschód od Krakowa przeszła trąba powietrzna, pozostawiając kilkukilometrowy pas zniszczeń.
- 24 sierpnia – Sejm uchwalił ustawę dotyczącą Systemu Informacyjnego Schengen i Systemu Informacji Wizowej.
- 28 sierpnia – na antenie TVN24 zadebiutował helikopter transmisyjny „Błękitny 24”.
- 30 sierpnia:
  - afera gruntowa: Janusz Kaczmarek, Konrad Kornatowski i Jaromir Netzel zostali zatrzymani przez ABW.

### Wrzesień
- 1 września – dwa samoloty typu Zlin 526 zderzyły się na pokazach Radom Air Show 2007. Zginęło dwóch pilotów, w tym założyciel AZL Żelazny.
- 3 września:
  - Forum Obywatelskiego Rozwoju, organizacja pozarządowa utworzona przez Leszka Balcerowicza, rozpoczęła oficjalną działalność.
  - wystartował kanał biznesowy należący do Grupy ITI, we współpracy z CNBC Europe. TVN CNBC.
- 6 września – w fabryce w Tychach wyprodukowano milionowy egzemplarz Fiata Panda.
- 7 września:
  - głosy 377 posłów zadecydowały o skróceniu V kadencji Sejmu. Za wnioskiem opowiedziały się PiS, PO, SLD i PSL. Prezydent Lech Kaczyński ustanowił termin przyspieszonych wyborów na 21 października 2007.
  - prezydent na wniosek premiera Jarosława Kaczyńskiego odwołał większość ministrów rządu.
- 16 września – w Licheniu odbyła się beatyfikacja o. Stanisława Papczyńskiego założyciela Zgromadzenia Księży Marianów. Uroczystości przewodniczył kard. Tarcisio Bertone, sekretarz stanu Stolicy Apostolskiej.
- 17 września – odbyła się premiera filmu Katyń w reżyserii Andrzeja Wajdy.
- 21 września – w ramach Światowego Dnia Orderu Uśmiechu prezydent RP Lech Kaczyński wystosował specjalny list na 40-lecie „najsłoneczniejszego z odznaczeń”.
- 27 września – na antenie TVP2 wyemitowano pierwszy odcinek serialu Barwy szczęścia.
- 30 września – w Nysie beatyfikowano Marię Luizę Merkert założycielkę Zgromadzenia Sióstr św. Elżbiety (ur. 1817–1872).

### Październik
- 4 października – otwarto w podkrakowskich Niepołomicach fabrykę samochodów ciężarowych koncernu MAN.
- 5 października – minister obrony narodowej Aleksander Szczygło mianował pośmiertnie 7842 oficerów (ofiary zbrodni katyńskiej z 1940 roku) na wyższe stopnie.
- 6 października – TVP3 zostaje zlikwidowana, o 5:29 na miejscu tej stacji rusza TVP Info.
- 9 października – na antenie TVP Info ukazało się premierowe wydanie programu Minęła dwudziesta.
- 10 października – konflikt w domu zakonnym w Kazimierzu Dolnym: komornik w asyście policji dokonał eksmisji zbuntowanych betanek.
- 13 października – miało miejsce uroczyste otwarcie Mostu Solidarności w Płocku.
- 15 października – pojawił się ogólnopolski dziennik Polska wydawany przez grupę Polska Press.
- 21 października – przedterminowe wybory parlamentarne.
- 25 października – we Wrocławiu otwarto centrum handlowo-rozrywkowe Magnolia Park.
- 27 października – Paweł Kotuliński pobił w Świdnicy rekord Guinnessa na najdłuższy talk-show – trwał on łącznie 40 godzin.

### Listopad
- 5 listopada – Prezydent RP Lech Kaczyński mianował pośmiertnie 11 generałów i jednego admirała na wyższe stopnie oraz 77 pułkowników i jednego komandora na stopień generała brygady (kontradmirała). Wszyscy mianowani to ofiary zbrodni katyńskiej z 1940 roku.
- 6 listopada – FSO rozpoczyna oficjalną produkcję Chevroleta Aveo.
- 11 listopada – wiceadmirał Andrzej Karweta został dowódcą Marynarki Wojennej.
- 14 listopada – Sejm Rzeczypospolitej Polskiej przyjął uchwałę w sprawie ustanowienia dnia 13 kwietnia Dniem Pamięci Ofiar Zbrodni Katyńskiej.
- 15 listopada – katastrofa kolejowa w Polednie, w której zginęły 2 osoby, a około 20 zostało rannych.
- 16 listopada:
  - zaprzysiężenie rządu Donalda Tuska.
  - otwarto nowy gmach Muzeum Miasta Gdyni.
- 23 listopada – exposé Donalda Tuska w Sejmie.
- 25 listopada – uroczyste obchody Roku Josepha von Eichendorffa – poety romantycznego, który żył, tworzył i zmarł w Nysie.

### Grudzień
- 1 grudnia – na farmie koło Płocka wykryto wirusa ptasiej grypy.
- 2 grudnia – rozpoczęła emisję polska stacja telewizyjna CBeebies.
- 7 grudnia – w Poznaniu otwarto Most Biskupa Jordana.
- 10 grudnia – wystartowała Biełsat TV.
- 15 grudnia – zakończyła się modernizacja kolei linowej na Kasprowy Wierch.
- 19 grudnia – powołanie komisji śledczej do zbadania okoliczności tragicznej śmierci byłej posłanki Barbary Blidy.
- 21 grudnia – przystąpienie Polski do strefy Schengen.

## Wydarzenia na świecie

### Styczeń
- 1 stycznia:
  - Niemcy objęły prezydencję w Radzie Unii Europejskiej.
  - szóste rozszerzenie Unii Europejskiej. Krajami przystępującymi były Rumunia i Bułgaria.
  - euro stało się walutą Słowenii.
  - język irlandzki stał się pełnoprawnym językiem Unii Europejskiej.
  - Ban Ki-moon zaczął pełnić urząd Sekretarza Generalnego ONZ.
  - zaczął obowiązywać nowy podział administracyjny Królestwa Danii.
  - zaginął indonezyjski samolot ze 102 osobami na pokładzie.
- 3 stycznia – Kenia zamknęła granice z ogarniętą wojną domową Somalią.
- 4 stycznia:
  - początek kadencji nowo wybranego Kongresu w Stanach Zjednoczonych.
  - Nancy Pelosi została pierwszą w historii kobietą – spikerem Izby Reprezentantów USA.
- 5 stycznia:
  - otwarto pierwszy odcinek superszybkiej kolei na Tajwanie.
  - wojna w Somalii: rozpoczęła się bitwa o Ras Kamboni.
- 6 stycznia:
  - 10 osób zginęło, a 47 zostało rannych w samobójczym zamachu bombowym na autobus w mieście Meetiyagoda na Sri Lance.
  - co najmniej 55 osób, w większości emigrantów, zginęło w serii ataków separatystów w indyjskim stanie Asam.
- 7 stycznia:
  - wstrzymano transport ropy rurociągiem „Przyjaźń” w wyniku konfliktu cenowego między Rosją i Białorusią.
  - Charles Peter Kennedy ustąpił ze stanowiska przewodniczącego brytyjskich Liberalnych Demokratów.
  - w Seattle zaprezentowano stworzoną przez międzynarodowy zespół astronomów, dzięki teleskopowi Hubble’a, pierwszą trójwymiarową mapę rozkładu ciemnej materii we wszechświecie.
- 8 stycznia:
  - marokańczyk Mounir el-Motassadeq, zamieszany w zamachy z 11 września 2001 roku, został skazany przez sąd w Hamburgu na 15 lat pozbawienia wolności.
  - na kongresie Amerykańskiego Towarzystwa Astronomicznego w Seattle ogłoszono odkrycie pierwszego przypadku potrójnego kwazara. Odkrycia dokonano w WM Keck Observatory na Hawajach.
- 9 stycznia:
  - w Czechach powołano drugi rząd Mirka Topolánka.
  - w San Francisco zaprezentowano iPhone’a.
- 10 stycznia:
  - Karim Masimow został premierem Kazachstanu.
  - w Gwinei rozpoczął się strajk generalny sprzeciwiający się dalszym rządom Lansana Conté.
- 11 stycznia:
  - Alfred Gusenbauer został kanclerzem Austrii.
  - Chiny przeprowadziły pierwszą udaną próbę zestrzelenia satelity.
  - Wietnam został przyjęty do Światowej Organizacji Handlu (WTO).
  - rozpoczęła się burza lodowa w Ameryce Północnej.
- 12 stycznia:
  - Fakhruddin Ahmed został premierem Bangladeszu.
  - najjaśniejsza od 40 lat kometa jednopojawieniowa C/2006 P1 (McNaught) przeszła przez peryhelium.
- 13 stycznia – trzęsienie ziemi o sile 8,3°R nawiedziło okolice Kuryli.
- 15 stycznia:
  - przez powieszenie stracono Barzana Ibrahima al-Tikriti, przyrodniego brata Saddama Husajna i szefa irackiej służby bezpieczeństwa.
  - Rafael Correa został prezydentem Ekwadoru.
- 16 stycznia:
  - w zamachu bombowym przed uniwersytetem w Bagdadzie zginęło co najmniej 65 osób, a 140 zostało rannych.
  - znad Atlantyku uderzył na Europę huragan Kyrill.
- 17 stycznia – wskazówki na symbolicznym Zegarze Zagłady na Uniwersytecie w Chicago zostały przesunięte z 11:53 na 11:55.
- 18 stycznia:
  - nad Europą przeszedł huragan Kyrill, jeden z najsilniejszych, jakie nawiedziły Stary Kontynent.
  - Czarnogóra została 185. członkiem Międzynarodowego Funduszu Walutowego.
  - ustąpiła sześciodniowa fala mrozów w stanach Waszyngton, Oregon i Kalifornia, która wyrządziła miliardowe straty w uprawach.
- 20 stycznia:
  - 12 amerykańskich żołnierzy zginęło w katastrofie śmigłowca Sikorsky UH-60 Black Hawk w Bagdadzie.
  - Charles Rabemananjara został premierem Madagaskaru.
- 22 stycznia – w eksplozjach dwóch samochodów-pułapek w centrum Bagdadu zginęło co najmniej 88 osób, a ponad 160 zostało rannych.
- 23 stycznia – 5 ochroniarzy z amerykańskiego przedsiębiorstwa Blackwater zginęło w helikopterze zestrzelonym nad Bagdadem.
- 24 stycznia – w wyniku trwającej od 11 stycznia burzy lodowej w Ameryce Północnej zginęło 87 osób.
- 26 stycznia – Michel Platini został prezydentem UEFA.
- 27 stycznia – 15 osób zginęło, ponad 30 zostało rannych w samobójczym zamachu bombowym przed szyickim meczetem w pakistańskim Peszawarze.
- 30 stycznia:
  - premiera systemu operacyjnego Microsoft Windows Vista dla klientów indywidualnych.
  - pierwszy kontyngent sił pokojowych ONZ złożony wyłącznie z kobiet (103 obywatelek Indii) przybył do Liberii.

### Luty
- 2 lutego:
  - 42 osoby zginęły w wyniku przejścia trzech tornad nad środkową Florydą.
  - Międzyrządowy Zespół do spraw Zmian Klimatu przedstawił w Paryżu swój czwarty raport.
- 3 lutego – w zamachu bombowym w Bagdadzie zginęło 137 osób, a ponad 300 zostało rannych. Ataku dokonano na zatłoczonym targowisku w Sadrii, dzielnicy zamieszkanej głównie przez szyickich Kurdów.
- 6–12 lutego – Festiwal Śniegu w Sapporo (Japonia).
- 9 lutego – trzech polskich alpinistów zginęło podczas wspinaczki na szczyt Matterhorn.
- 10 lutego – senator Barack Obama oświadczył w Springfield (Illinois), że zamierza ubiegać się o urząd prezydenta USA.
- 11 lutego:
  - Gurbanguly Berdimuhamedow wygrał w pierwszej turze wybory prezydenckie w Turkmenistanie.
  - w Portugalii odbyło się uznane za nieważne z powodu niskiej frekwencji referendum w sprawie liberalizacji prawa aborcyjnego.
- 13 lutego:
  - przedsiębiorstwo D-Wave Systems zaprezentowało pierwszy na świecie komputer kwantowy.
  - 3 osoby zginęły, a około 20 zostało rannych w wyniku eksplozji bomb w dwóch autobusach w Bejrucie.
- 14 lutego – 11 osób zginęło w zamachu bombowym na autobus Gwardii Republikańskiej w mieście Zahedan w południowo-wschodnim Iranie.
- 15 lutego:
  - w Madrycie rozpoczął się proces 29 sprawców zamachów z 11 marca 2004 roku.
  - Ramzan Kadyrow, po dymisji Ału Ałchanowa, został p.o. prezydenta Czeczenii.
- 16 lutego – 7 islamistów zostało skazanych na dożywotnie pozbawienie wolności, a 41 kolejnych na kary od 3 do 18 lat pozbawienia wolności w związku z zamachami bombowymi na żydowskie i brytyjskie obiekty w Stambule w listopadzie 2003 roku; 26 oskarżonych uniewinniono.
- 18 lutego – w katastrofie śmigłowca Boeing CH-47 Chinook w afgańskiej prowincji Zabol zginęło 8 amerykańskich żołnierzy, a 14 zostało rannych.
- 19 lutego – zamach bombowy w Indiach, atak terrorystyczny na pociąg ekspresowy „Przyjaźń”.
- 21 lutego – premier Włoch Romano Prodi podał się do dymisji po przegraniu głosowania w Senacie na temat dalszego zaangażowania militarnego w Afganistanie i rozbudowy amerykańskiej bazy wojskowej w Vicenzy.
- 23 lutego – w porcie lotniczym w Phoenix zastosowano po raz pierwszy skaner do prześwietlania odzieży pasażerów przy pomocy promieniowania RTG.
- 25 lutego:
  - europejska sonda kosmiczna Rosetta przeleciała w odległości 250 km od Marsa.
  - odbyła się 79. ceremonia wręczenia Oscarów.
  - Abdoulaye Wade wygrał po raz drugi wybory prezydenckie w Senegalu.
  - co najmniej 40 osób zginęło w samobójczym zamachu bombowym na uniwersytecie Mustansiriya w Bagdadzie.
- 28 lutego – amerykańska sonda kosmiczna New Horizons przeleciała obok Jowisza.

### Marzec
- 4 marca – w Estonii odbyły się wybory parlamentarne, pierwsze w Europie Wschodniej z możliwością głosowania przez Internet.
- 5 marca – przed Międzynarodowym Trybunałem Sprawiedliwości w Hadze rozpoczęły się przesłuchania w sprawie sporu o granicę morską między Nikaraguą i Hondurasem.
- 6 marca – co najmniej 115 szyickich pielgrzymów zginęło, a około 200 zostało rannych w samobójczym zamachu bombowym w irackim mieście Al-Hilla.
- 7 marca – indonezyjski Boeing 737-400 rozbił się i stanął w płomieniach podczas lądowania na lotnisku w Yogyakarcie na Jawie. Zginęły 22 osoby, a 118 zostało rannych.
- 9 marca:
  - w Londynie otwarto nowy stadion Wembley.
  - Cypryjscy Grecy dokonali symbolicznego zburzenia muru dzielącego Nikozję.
- 12 marca – parlament Węgier ustanowił dzień 23 marca Dniem Przyjaźni Polsko-Węgierskiej.
- 18 marca – w Finlandii odbyły się wybory parlamentarne.
- 19 marca:
  - miała miejsce katastrofa górnicza w kopalni Uljanowskaja, zginęło 108 górników.
  - w konstelacji Wolarza zaobserwowano rozbłysk gamma GRB 080319B.
- 20 marca:
  - były wiceprezydent Iraku Taha Yassin Ramadan został powieszony w Bagdadzie za udział w masakrze 148 szyitów w mieście Ad-Dudżajl w 1982 roku.
  - Nikaragua i Kuba podniosły rangę stosunków dyplomatycznych do poziomu ambasadorów.
  - oficjalnie otwarto trzeci pakistański port Gwadar.
  - ogłoszono wyrok Europejskiego Trybunału Praw Człowieka w sprawie Alicji Tysiąc.
- 23 marca:
  - irańska marynarka wojenna pojmała 15 brytyjskich marynarzy z fregaty HMS „Cornwall”(inne języki) patrolującej irackie wody Zatoki Perskiej.
  - wicepremier Iraku sunnita Salam Zikam Ali az-Zauba’i został ciężko ranny w zamachu samobójczym w Bagdadzie.
  - w stolicy Demokratycznej Republiki Konga, Kinszasie, doszło do walk pomiędzy wojskiem a sympatykami kandydata opozycji Jean-Pierre’a Bemby.
  - premiera Sony PlayStation 3 w Europie.
- 25 marca:
  - 27 przywódców krajów należących do Unii Europejskiej podpisało deklarację berlińską.
  - Brigitte Mohnhaupt, terrorystka z Frakcji Czerwonej Armii, została po 24 latach zwolniona z więzienia.
  - Sidi uld Szajch Abdallahi wygrał wybory prezydenckie w Mauretanii.
- 27 marca:
  - Republikańska Partia Rosji została rozwiązana przez Sąd Najwyższy.
  - Rosja i Łotwa podpisały w Moskwie traktat graniczny, w którym strona łotewska zrezygnowała z roszczeń do okręgu Pytałowo.
  - 152 osoby zginęły, a 347 zostało rannych w wybuchu ciężarówki-pułapki w irackim mieście Tall Afar.
  - ponad 90 osób zginęło w pożarze ropy naftowej wyciekającej z uszkodzonego samochodu-cysterny w nigeryjskim stanie Kaduna.
- 29 marca – co najmniej 80 osób zginęło, a ponad 100 zostało rannych w samobójczym zamachu na targowisku w szyickiej dzielnicy Szab w północnym Bagdadzie.

### Kwiecień
- 2 kwietnia:
  - prezydent Ukrainy Wiktor Juszczenko rozwiązał parlament, co doprowadziło do kilkumiesięcznego kryzysu politycznego.
  - 16 osób zginęło, a 25 zostało rannych w zamachu bombowym na autobus koło miasta Ampara na wschodzie Sri Lanki.
  - w Wyspy Salomona na Pacyfiku uderzyła fala tsunami wywołana trzęsieniem ziemi pod dnem oceanu o sile 8 stopni w skali Richtera, zabijając 15 osób.
- 3 kwietnia:
  - francuski pociąg TGV V150 pobił światowy rekord prędkości: 574,8 km/h.
  - Hamad ibn Dżasim ibn Dżabr Al Sani został premierem Kataru.
- 5 kwietnia – Ramzan Kadyrow został zaprzysiężony na stanowisku prezydenta Czeczenii.
- 6 kwietnia:
  - prezydent Rwandy Paul Kagame zdecydował o uwolnieniu po dwóch (zamiast przewidzianych piętnastu) latach pozbawienia wolności Pasteura Bizimungu, prezydenta kraju w okresie po ludobójstwie dokonanym na przedstawicielach grupy etnicznej Tutsi w 1994 roku.
  - u wybrzeży wyspy Santorini zatonął grecki wycieczkowiec MS „Sea Diamond”. Wcześniej ewakuowano z niego 1600 osób.
- 7 kwietnia – rozpoczęła się misja statku Sojuz TMA-10 na Międzynarodową Stację Kosmiczną. Oprócz dwóch rosyjskich kosmonautów na pokładzie znajdował się amerykański turysta kosmiczny Charles Simonyi.
- 10 kwietnia:
  - w Portugalii została zalegalizowana aborcja.
  - zapadły pierwsze wyroki w sprawie masakry w Srebrenicy.
  - prezydent USA George W. Bush podpisał ustawę dotyczącą rozszerzenia NATO o Albanię, Chorwację, Macedonię, Gruzję i Ukrainę.
- 11 kwietnia – w dwóch zamachach bombowych w Algierze zginęły 33 osoby, a 222 zostały ranne.
- 12 kwietnia – w samobójczym zamachu bombowym na parlament iracki zginęło 8 osób, a 23 zostały ranne.
- 14 kwietnia:
  - w samobójczym zamachu bombowym na przystanku autobusowym w irackiej Karbali zginęło 47 osób, a ponad 220 zostało rannych.
  - wysadzono w powietrze starą skocznię narciarską w niemieckim Garmisch-Partenkirchen.
- 16 kwietnia – koreański student Cho Seung-hui zastrzelił 33 osoby, w tym samego siebie, w campusie Virginia Tech w Blacksburgu w stanie Wirginia.
- 18 kwietnia:
  - 198 osób zginęło, a 251 zostało rannych w serii wybuchów 5 samochodów-pułapek w Bagdadzie.
  - dokonano zamachu na burmistrza japońskiego Nagasaki Itchō Itō, który zmarł tego samego dnia w szpitalu.
  - w walijskim Cardiff Komitet Wykonawczy UEFA zadecydował, że Mistrzostwa Europy w Piłce Nożnej 2012 zorganizują wspólnie Polska i Ukraina.
- 19 kwietnia:
  - prezydent Rumunii Traian Băsescu został zawieszony w swoich uprawnieniach przez opozycyjny wobec niego parlament.
  - Sidi uld Szajch Abdallahi został prezydentem Mauretanii.
- 21 kwietnia – Umaru Yar’Adua wygrał w I turze wybory prezydenckie w Nigerii.
- 22 kwietnia – odbyła się I tura wyborów prezydenckich we Francji. Do II tury przeszli Nicolas Sarkozy i Ségolène Royal.
- 23 kwietnia:
  - 9 amerykańskich żołnierzy zginęło, a 20 zostało rannych w ataku rebeliantów na posterunek koło Bakuby w Iraku.
  - odkrycie pierwszej podobnej do Ziemi planety pozasłonecznej – Gliese 581 c.
- 24 kwietnia – separatyści z Narodowego Frontu Wyzwolenia Ogadenu (ONLF) dokonali ataku na instalacje naftowe w mieście Abole w Etiopii, zabijając 65 etiopskich i 9 chińskich pracowników.
- 25 kwietnia – w Moskwie odbył się pogrzeb byłego prezydenta Rosji Borysa Jelcyna.
- 26 kwietnia:
  - Mjanma i Korea Północna wznowiły stosunki dyplomatyczne.
  - w Tallinnie wybuchły zamieszki wywołane próbą usunięcia pomnika żołnierzy radzieckich.
- 27 kwietnia – 18 osób zginęło w katastrofie rosyjskiego śmigłowca wojskowego Mi-8 w Czeczenii.
- 28 kwietnia:
  - 71 osób zginęło, a ponad 170 zostało rannych w wybuchu samochodu-pułapki w irackiej Karbali.
  - 28 osób zginęło w samobójczym zamachu bombowym w miejscowości Chorsadda na północnym zachodzie Pakistanu, którego celem miał być minister spraw wewnętrznych Aftab Ahmad Sherpao.

### Maj
- 1 maja – Saint Lucia i Tajwan nawiązały stosunki dyplomatyczne.
- 3 maja:
  - królowa Elżbieta II przybyła do Wirginii na obchody 400. rocznicy założenia Jamestown, pierwszej stałej angielskiej osady w Ameryce Północnej.
  - z pokoju hotelowego w Praia Da Luz w Portugalii zniknęła trzyletnia wówczas Brytyjka Madeleine McCann (12 maja skończyła 4 lata).
- 4 maja – tornado zniszczyło Greensburg w stanie Kansas.
- 5 maja:
  - Chiny zerwały stosunki dyplomatyczne z Saint Lucia, która 1 maja nawiązała stosunki z Tajwanem.
  - w katastrofie lotu Kenya Airways 507 w Kamerunie zginęło 114 osób.
- 6 maja:
  - drugą turę wyborów prezydenckich we Francji wygrał Nicolas Sarkozy, uzyskując poparcie 53,28% wyborców.
  - katastrofa francuskiego samolotu wojskowego na Synaju w Egipcie – 9 żołnierzy zginęło.
- 7 maja – poinformowano o odkryciu grobu Heroda Wielkiego.
- 8 maja – urząd Pierwszego Ministra Irlandii Północnej objął protestancki kaznodzieja Ian Paisley.
- 9 maja:
  - rozpoczęła się podróż apostolska Benedykta XVI do Brazylii.
  - José Ramos-Horta wygrał w II turze wybory prezydenckie w Timorze Wschodnim.
- 10 maja – półfinał 52 Konkurs Piosenki Eurowizji w Helsinkach w Finlandii.
- 11 maja – niepodległa od 2006 r. Czarnogóra stała się 47. członkiem Rady Europy.
- 12 maja:
  - na Islandii odbyły się wybory parlamentarne.
  - podpisano rosyjsko-turkmeńsko-kazachskie porozumienie o budowie gazociągu wzdłuż Morza Kaspijskiego.
  - w finale 52. Konkursu Piosenki Eurowizji zwyciężyła serbska wokalistka Marija Šerifović.
- 13 maja:
  - na granicy bułgarsko-rumuńskiej na Dunaju rozpoczęto budowę mostu Widin-Calafat.
  - co najmniej 50 osób zginęło, a 115 zostało rannych w samobójczym zamachu bombowym na siedzibę Demokratycznej Partii Kurdystanu w mieście Makhmur na północy Iraku.
- 15 maja – 25 osób zginęło, a ponad 30 zostało rannych w samobójczym zamachu bombowym w pakistańskim Peszawarze.
- 16 maja – zaprzysiężenie na prezydenta Francji Nicolasa Sarkozy’ego.
- 17 maja:
  - François Fillon został premierem Francji.
  - rozpoczął się atak cybernetyczny na Estonię.
  - w Algierii odbyły się wybory parlamentarne.
  - pierwsze od 1951 roku pociągi pasażerskie przejechały przez granicę międzykoreańską.
  - Paul Wolfowitz ogłosił rezygnację z dniem 30 czerwca ze stanowiska prezesa Banku Światowego po ujawnieniu faktu, że przyznał awans i podwyżkę swojej kochance.
- 19 maja:
  - w Rumunii odbyło się referendum w sprawie impeachmentu wobec prezydenta Traiana Băsescu.
  - Estanislau da Silva został premierem Timoru Wschodniego.
- 22 maja – 6 osób zginęło, a ponad 80 zostało rannych w zamachu bombowym przed centrum handlowym w Ankarze.
- 24 maja:
  - w Irlandii odbyły się wybory parlamentarne.
  - 38 górników zginęło w katastrofie w kopalni „Jubilejnaja” w Kuźnieckim Zagłębiu Węglowym w Rosji.
- 29 maja:
  - w Rosji przeprowadzono pierwszą próbę pocisku balistycznego dalekiego zasięgu RS-24.
  - Umaru Yar’Adua został prezydentem Nigerii.
- 30 maja – odkryto planetę pozasłoneczną XO-3 b.
- 31 maja – Watykan i Zjednoczone Emiraty Arabskie nawiązały stosunki dyplomatyczne.

### Czerwiec
- 2 czerwca – w Rostocku w Niemczech 80 tys. alterglobalistów demonstrowało przeciwko szczytowi G8. Doszło do gwałtownych starć z policją.
- 3 czerwca – papież Benedykt XVI kanonizował w Watykanie błogosławionego Szymona z Lipnicy – jednego z patronów Krakowa.
- 6 czerwca – w niemieckim Heiligendamm rozpoczął się szczyt grupy G8.
- 8 czerwca:
  - rozpoczęła się misja STS-117 wahadłowca Atlantis.
  - w niemieckim Heiligendamm zakończył się szczyt państw G8.
- 10 czerwca:
  - odbyła się pierwsza tura wyborów parlamentarnych we Francji.
  - pierwsza w historii wizyta prezydenta USA (George’a W. Busha) w Albanii.
  - pod patronatem Międzynarodowej Kapituły Orderu Uśmiechu odbyła się w Konsulacie Generalnym RP w Nowym Jorku wielka aukcja polskich dzieł sztuki pn. „Polscy Artyści Plastycy – Dzieciom”.
- 13 czerwca:
  - Szimon Peres został wybrany przez Kneset na prezydenta Izraela.
  - dziesięć osób (w tym libański deputowany Walid Eido) zginęło w zamachu bombowym w Bejrucie.
- 14 czerwca – Hamas, po walkach z Al-Fatah, przejął całkowitą kontrolę nad Strefą Gazy.
- 15 czerwca – Salam Fajjad został premierem Autonomii Palestyńskiej.
- 16 czerwca:
  - pod auspicjami Oskara Lafontaine powstała niemiecka lewicowa partia Die Linke.
  - pisarz Salman Rushdie otrzymał tytuł szlachecki od królowej Elżbiety II.
- 17 czerwca – we Francji odbyła się II tura wyborów parlamentarnych.
- 19 czerwca:
  - Cheikh Hadjibou Soumaré został premierem Senegalu.
  - 87 osób zginęło, a ponad 220 zostało rannych w wyniku samobójczego ataku bombowego kierowcy ciężarówki na szyicki meczet w Bagdadzie.
- 23 czerwca – podczas obrad szczytu Unii Europejskiej w Brukseli osiągnięto porozumienie umożliwiające rozpoczęcie konferencji międzyrządowej w sprawie nowego unijnego traktatu, mającego zastąpić odrzucony wcześniej traktat konstytucyjny UE.
- 26 czerwca – Benedykt XVI przywrócił tradycyjne zasady wyboru papieża. Kandydat musi uzyskać 2/3 głosów.
- 27 czerwca:
  - premier Wielkiej Brytanii Tony Blair ustąpił ze stanowiska. Nowym premierem został Gordon Brown.
  - rosyjskie wojska wycofały się z ostatniej z dwóch baz na terytorium Gruzji w Achalkalaki.
- 28 czerwca – w katastrofie Boeinga 737-200 należącego do TAAG Angola Airlines w północnej Angoli zginęło 5 spośród 78 osób na pokładzie.
- 29 czerwca:
  - odbyła się premiera iPhone’a.
  - oskarżony o przestępstwa seksualne prezydent Izraela Mosze Kacaw podał się do dymisji.
  - na lotnisku w Bouaké został ostrzelany samolot premiera Wybrzeża Kości Słoniowej Guillaume’a Soro. Zginęły 4 osoby, a 10 zostało rannych.
  - w centrum Londynu policja rozbroiła 2 samochody-pułapki.
- 30 czerwca – doszło do nieudanego zamachu na lotnisko w Glasgow.

### Lipiec
- 2 lipca – w zamachu bombowym w prowincji Marib w północno-wschodnim Jemenie zginęło 8 osób (w tym 6 Hiszpanów), a 7 zostało rannych.
- 7 lipca:
  - Benedykt XVI wydał motu proprio Summorum Pontificum, regulujące status mszy trydenckiej.
  - odbyła się międzynarodowa seria koncertów charytatywnych na wszystkich kontynentach – Live Earth.
  - w Lizbonie ogłoszono nowe siedem cudów świata: Wielki Mur Chiński, Petra w Jordanii, pomnik Chrystusa Zbawiciela w Rio de Janeiro, Machu Picchu, Chichén Itzá, Koloseum, Tadź Mahal.
- 8 lipca – Valdis Zatlers został prezydentem Łotwy.
- 14 lipca – Rosja wycofała się z traktatu o konwencjonalnych siłach zbrojnych w Europie.
- 15 lipca:
  - rozpoczęła się trzydniowa wizyta prezydenta Lecha Kaczyńskiego w USA.
  - Szimon Peres został prezydentem Izraela.
- 17 lipca – w katastrofie lotniczej w São Paulo zginęło 199 osób.
- 19 lipca – Jonathan Schaeffer całkowicie rozpracował warcaby dzięki programowi Chinook.
- 21 lipca:
  - po raz pierwszy na urząd prezydenta Indii została wybrana kobieta – Pratibha Patil.
  - wieżowiec Burdż Chalifa, otrzymał miano najwyższego budynku świata, mimo iż nie został jeszcze ukończony. Przekroczył on wysokość 509 metrów przerastając Taipei 101.
  - premiera w USA i Wielkiej Brytanii ostatniego tomu powieści J.K. Rowling Harry Potter i Insygnia Śmierci.
- 22 lipca – katastrofa polskiego autokaru z pielgrzymami we Francuskich Alpach (zginęło 26 osób). W Polsce ogłoszono żałobę narodową.
- 24 lipca:
  - 5 bułgarskich pielęgniarek i palestyńskiego lekarza, którym groziła kara śmierci za rzekome zakażenie libijskich dzieci wirusem HIV, uwolniono po 8 latach z libijskiego aresztu.
  - Bamir Topi został prezydentem Albanii.
- 25 lipca – Pratibha Patil jako pierwsza kobieta została zaprzysiężona na prezydenta Indii.

### Sierpień
- 1 sierpnia – w Minneapolis (Minnesota, USA) zawalił się most I-35W nad Missisipi.
- 2 sierpnia:
  - co najmniej 68 osób zginęło w katastrofie kolejowej na południu Demokratycznej Republiki Konga.
  - rosyjskie mini-łodzie podwodne umieściły rosyjską flagę na dnie morskim pod Biegunem Północnym, symbolizując roszczenie do ponad miliona km kwadratowych powierzchni Arktyki.
- 4 sierpnia:
  - NASA: w kierunku Marsa wysłano bezzałogowy lądownik Phoenix.
  - Volkswagen zapowiedział wprowadzenie nowego modelu Neeza.
- 14 sierpnia:
  - w Afganistanie zginął pierwszy polski żołnierz sił stabilizacyjnych, podporucznik Łukasz Kurowski.
  - ponad 400 osób zginęło w samobójczych zamachach wymierzonych w wyznawców jezydyzmu w miejscowości Kahtanijja w Iraku.
- 15 sierpnia – 514 osób zginęło a 1090 zostało rannych w trzęsieniu ziemi w centralnym Peru.
- 16 sierpnia:
  - Incydent w Nangar Chel.
  - w gwiazdozbiorze Ryb odkryto wybuch supernowej SN 2007if.
- 19 sierpnia – obywatele Tajlandii przyjęli w referendum nową konstytucję.
- 22 sierpnia – 14 amerykańskich żołnierzy zginęło w katastrofie śmigłowca UH-60 Black Hawk w północnym Iraku.
- 25 sierpnia – w zamachach bombowych w Hajdarabadzie, stolicy indyjskiego stanu Andhra Pradesh, zginęły co najmniej 43 osoby a ponad 80 zostało rannych.
- 26 sierpnia – prezydenci Afganistanu Hamid Karzaj i Tadżykistanu Emomali Rahmon dokonali otwarcia największego mostu na granicznej rzece Pandż.

### Wrzesień
- 3 września:
  - opanowano trwające od 28 czerwca pożary lasów w Grecji; zginęły w nich 84 osoby.
  - w czasie samotnego lotu samolotem nad górami Sierra Nevada zaginął amerykański milioner Steve Fossett.
- 6 września:
  - izraelskie lotnictwo zniszczyło instalacje nuklearne w Dajr az-Zaur w Syrii.
  - padła „inteligentna” amerykańska papuga żako Alex.
- 7 września – papież Benedykt XVI rozpoczął wizytę w Austrii.
- 8 września:
  - Ernest Bai Koroma wygrał wybory prezydenckie w Sierra Leone.
  - w samobójczym zamachu bombowym na baraki wojskowe w porcie Dellys w Algierii zginęło 30 osób, 47 zostało rannych.
- 11 września – przeprowadzono test rosyjskiej bomby paliwowo-lotniczej zwanej ojcem wszystkich bomb.
- 12 września:
  - premier Japonii Shinzō Abe oraz premier Rosji Michaił Fradkow podali się do dymisji.
  - były prezydent Filipin Joseph Estrada został skazany na dożywotnie pozbawienie wolności za sprzeniewierzenie funduszy państwowych.
  - Daniel I został wybrany prawosławnym patriarchą Rumunii.
- 13 września – (lub, według innych źródeł[jakich?], kilka dni wcześniej albo później) wieżowiec budowany w Dubaju Burdż Chalifa osiągnął wysokość większą niż wysokość CN Tower poprzednio najwyższej wolnostojącej budowli na świecie.
- 14 września:
  - na mocy decyzji Benedykta XVI wyrażonej w motu proprio Summorum Pontificum z 7 lipca 2007 przywrócona została możliwość sprawowania mszy św. w rycie trydenckim bez wcześniejszej zgody biskupa diecezjalnego.
  - wystrzelono japońską sondę księżycową Kaguya.
- 15 września:
  - Birma: wybuchła tzw. „szafranowa rewolucja”, skierowana przeciwko rządzącej krajem juncie wojskowej.
  - upadek meteorytu w peruwiańskiej wiosce Carancas spowodował dolegliwości zdrowotne wśród mieszkańców.
  - wypadek śmigłowca z udziałem kierowcy rajdowego Colina McRae. Śmierć ponieśli McRae i jego 5-letni syn Johny.
- 16 września:
  - w prawie osiemdziesięciu miastach trzydziestu państw świata odbyły się manifestacje z okazji Światowego Dnia Działalności dla Darfuru.
  - 90 osób zginęło, a 40 zostało rannych w katastrofie samolotu MD-82 na tajlandzkiej wyspie Phuket.
  - w Bagdadzie ochroniarze z amerykańskiego przedsiębiorstwa Blackwater zastrzelili 17 irackich cywilów.
- 19 września:
  - izraelski rząd ogłosił Strefę Gazy terytorium wrogim i wprowadził ograniczenia w dostawach paliwa i energii elektrycznej.
  - w Pailĭn w Kambodży został aresztowany Nuon Chea, główny ideolog byłego komunistycznego reżimu Czerwonych Khmerów.
- 27 września – szafranowa rewolucja: podczas demonstracji w stolicy Birmy Rangunie zginęło 9 osób, w tym japoński fotoreporter.
- 30 września – na Ukrainie odbyły się przedterminowe wybory parlamentarne.

### Październik
- 2 października – prezydent Korei Południowej Roh Moo-hyun przybył drogą lądową do Pjongjangu na drugi w historii szczyt międzykoreański.
- 3 października – Bagdad: w zamachu na konwój dyplomatyczny ranny został polski ambasador Edward Pietrzyk; śmierć poniosły trzy osoby, w tym funkcjonariusz BOR.
- 4 października – w stolicy Demokratycznej Republiki Kongo Kinszasie, krótko po starcie rozbił się na bazarze samolot transportowy An-26. Zginęło 51 osób (w tym 31 na ziemi), a 30 zostało rannych.
- 8 października – pod Oslo otwarto Port lotniczy Moss-Rygge.
- 10 października – rozpoczęła się misja Sojuz TMA-11 z pierwszym kosmonautą z Malezji.
- 14 października – na lotnisku w kanadyjskim Vancouver zmarł wskutek porażenia policyjnym paralizatorem Polak Robert Dziekański.
- 15 października – pierwszy egzemplarz największego samolotu pasażerskiego świata Airbus A380 wszedł do służby w barwach Singapore Airlines.
- 17 października – XIV Dalajlama Tenzin Gjaco został odznaczony Złotym Medalem Kongresu Stanów Zjednoczonych.
- 18 października – po 8 latach wygnania, Benazir Bhutto wróciła do Pakistanu. Tego samego dnia nastąpiły dwie eksplozje nieopodal jej konwoju. Bhutto nie została ranna, ale na skutek wybuchów zginęło co najmniej 130 osób.
- 19 października:
  - 11 osób zginęło, a ponad 100 zostało rannych w zamachu bombowym na centrum handlowe w stolicy Filipin Manili.
  - została uchwalona Konstytucja Czarnogóry.
- 20 października – początek wielkich pożarów w Kalifornii.
- 24 października – wystrzelono pierwszą chińską sondę księżycową Chang’e 1.
- 25 października:
  - pierwszy komercyjny lot Airbusa A380 na trasie z Singapuru do Sydney.
  - w Watykanie ujawniono dokumenty z procesu templariuszy.
- 29 października:
  - Cristina Fernandez de Kirchner została wybrana na stanowisko prezydenta Argentyny.
  - major Siergiej Jurenja został skazany przez sąd wojskowy w Moskwie na 7 lat pozbawienia wolności za szpiegostwo na rzecz Polski.

### Listopad
- 1 listopada – premiera filmu Rok 1612.
- 3 listopada – prezydent Pervez Musharraf ogłosił wprowadzenie stanu wyjątkowego w Pakistanie, jednocześnie zawieszając konstytucję.
- 4 listopada – Álvaro Colom zwyciężył w drugiej turze wyborów prezydenckich w Gwatemali.
- 5 listopada – chińska sonda Chang’e 1 weszła na orbitę Księżyca.
- 7 listopada – w czasie strzelaniny w szkole średniej w Tuusula (Finlandia) zginęło 8 osób, 10 zostało rannych.
- 10 listopada – na Szczycie Ibero-Amerykańskim w Santiago pomiędzy królem Hiszpanii Juanem Carlosem I i prezydentem Wenezueli Hugo Chávezem doszło do słownego incydentu – Może byś tak się zamknął?.
- 11 listopada – Danilo Türk wygrał w drugiej turze wybory prezydenckie w Słowenii.
- 15 listopada – Bangladesz: 3500 osób zginęło w wyniku uderzenia cyklonu Sidr.
- 16 listopada – odbudowano i uruchomiono ponownie pierwszy komputer Colossus.
- 17 listopada – w Finlandii po raz pierwszy sfotografowano tzw. łuk Kerna, bardzo rzadkie atmosferyczne zjawisko optyczne, powodowane przez płatkowe kryształy lodu o podstawie prawie trójkątnej.
- 18 listopada – katastrofa górnicza w kopalni im. Zasiadki w Doniecku na Ukrainie, w wyniku której zginęło 101 górników, a 37 zostało rannych.
- 23 listopada – statek wycieczkowy MS „Explorer” zatonął po zderzeniu z niewystającym nad powierzchnię fragmentem góry lodowej w Cieśninie Bransfield, w pobliżu Wyspy Króla Jerzego i Szetlandów Południowych na Oceanie Antarktycznym. Wszystkie osoby na pokładzie uratowano.
- 24 listopada – Australijska Partia Pracy wygrała wybory parlamentarne.
- 25 listopada – Micheil Saakaszwili ustąpił z urzędu prezydenta Gruzji, by móc ubiegać się o reelekcję w rozpisanych po protestach opozycji przedterminowych wyborach. P.o. prezydenta została przewodnicząca parlamentu Nino Burdżanadze.
- 26 listopada – południowokoreańskie miasto Yeosu zostało wybrane na organizatora Expo 2012. O organizację ubiegały się także marokański Tanger i Wrocław.
- 29 listopada – prezydent Pakistanu Pervez Musharraf został zaprzysiężony na drugą kadencję, tym razem jako cywil.
- 30 listopada:
  - papież Benedykt XVI wydał swą drugą encyklikę Spe salvi.
  - 57 osób zginęło w katastrofie samolotu MD-83 pod Ispartą w Turcji.

### Grudzień
- 1 grudnia – Zhang Zilin jako pierwsza Chinka zdobyła tytuł Miss Świata.
- 2 grudnia:
  - w wyborach parlamentarnych w Rosji ugrupowanie Jedna Rosja zdobyło 315 na 450 mandatów w Dumie Państwowej.
  - odbyło się referendum konstytucyjne w Wenezueli.
- 3 grudnia – Kevin Rudd został premierem Australii.
- 5 grudnia – 19-letni szaleniec zastrzelił w centrum handlowym w Omaha (Nebraska) 8 osób, 4 zranił, po czym popełnił samobójstwo.
- 8 grudnia – wojna w Pakistanie: zakończyła się bitwa w Dolinie Swat.
- 10 grudnia:
  - Cristina Fernández de Kirchner jako druga kobieta (po Isabel Perón) objęła urząd prezydenta Argentyny.
  - na O2 arena w Londynie doszło do reaktywacji legendarnej grupy muzycznej Led Zeppelin.
- 11 grudnia – 45 osób zginęło w wybuchach dwóch samochodów-pułapek przed budynkami sądu konstytucyjnego i biura ONZ w Algierze.
- 13 grudnia – podpisanie przez Głowy Państw, Szefów Rządów i Ministrów Spraw Zagranicznych wszystkich państw członkowskich Unii Europejskiej traktatu lizbońskiego.
- 14 grudnia – ugaszono pożar buszu na Wyspie Kangura (Australia Zachodnia).
- 16 grudnia – odbyły się wybory parlamentarne w Kirgistanie.
- 18 grudnia – Julia Tymoszenko została po raz drugi premierem Ukrainy.
- 19 grudnia:
  - Lee Myung-bak wygrał wybory prezydenckie w Korei Południowej.
  - Indianie Lakota wypowiedzieli traktaty z rządem USA, ogłaszając secesję z Unii i utworzenie Republiki Lakockiej.
- 20 grudnia – Elżbieta II stała się najstarszym monarchą w historii Wielkiej Brytanii.
- 21 grudnia:
  - 9 nowych państw Unii Europejskiej przystąpiło do strefy Schengen.
  - w samobójczym zamachu bombowym na meczet we wsi Sherpao w północno-zachodnim Pakistanie zginęło 56 osób, ponad 100 zostało rannych.
  - w Szanghaju zaprezentowano samolot pasażerski chińskiej konstrukcji Comac ARJ21.
- 25 grudnia:
  - wojna domowa na Sri Lance: bitwa morska pod Delft.
- 27 grudnia:
  - w wyniku samobójczego zamachu na jej życie, zginęła była dwukrotna (12. i 18.) premier Pakistanu i kandydatka na to stanowisko ponownie, Benazir Bhutto.
  - były prezydent Kenii Mwai Kibaki został wybrany na II kadencję (zm. 2022 r.)
- 31 grudnia – w Bhutanie odbyły się pierwsze w historii wybory parlamentarne.

## Wydarzenia sportowe
Wydarzenia szczegółowo: I | II | III | IV | V | VI | VII | VIII | IX | X | XI | XII

### Styczeń
- 7 stycznia – Anders Jacobsen wygrał 55. Turniej Czterech Skoczni w skokach narciarskich.
- 19 stycznia – Minister Sportu Tomasz Lipiec wprowadził do PZPN kuratora. Groziło to zawieszeniem członkostwa związku w piłkarskich organizacjach FIFA i UEFA.
- 19 stycznia-4 lutego – Mistrzostwa Świata w piłce ręcznej mężczyzn w Niemczech.
- 20 stycznia – czeski skoczek narciarski Jan Mazoch uległ groźnemu wypadkowi na Wielkiej Krokwi w Zakopanem podczas zawodów o Puchar Świata w skokach narciarskich, po którym zapadł w śpiączkę.
- 22–27 stycznia – Mistrzostwa Europy w łyżwiarstwie figurowym w Warszawie. Dorota Zagórska i Mariusz Siudek zdobyli brązowy medal w konkurencji par sportowych.
- 26 stycznia – podczas kongresu w Düsseldorfie Michel Platini został wybrany na stanowisko prezydenta UEFA.
- 27 stycznia:
  - w Melbourne w finale Australian Open kobiet Serena Williams pokonała Mariję Szarapową 6:1 6:2.
  - Justyna Kowalczyk w estońskim Otepää jako pierwsza Polka w historii wygrała konkurs z cyklu Pucharu Świata w biegach narciarskich.
  - Adam Małysz wygrał w Oberstdorfie konkurs z cyklu Pucharu Świata w skokach narciarskich.
- 28 stycznia – w Melbourne w finale Australian Open mężczyzn Roger Federer pokonał Fernando Gonzálesa 7:6(2) 6:4 6:4.

### Luty
- 2–11 lutego – Mistrzostwa Świata w biatlonie w Anterselvie we Włoszech.
- 3 lutego:
  - Adam Małysz wygrał w Titisee-Neustadt konkurs z cyklu Pucharu Świata w skokach narciarskich.
  - Tomasz Adamek przegrał walkę z Chadem Dawsonem i stracił tytuł mistrza federacji WBC w wadze półciężkiej.
  - mecz piłkarski w Hiszpanii Estonia – Polska 0:4.
- 3–18 lutego – Mistrzostwa Świata w narciarstwie alpejskim w Åre (Szwecja). Najwięcej złotych medali, po 3, zdobyli Austriacy i Szwedzi.
- 4 lutego:
  - Adam Małysz wygrał w Titisee-Neustadt konkurs z cyklu Pucharu Świata w skokach narciarskich.
  - w finale Super Bowl w futbolu amerykańskim ligi NFL rozegranym w Miami Indianapolis Colts pokonali Chicago Bears 29:17.
  - polscy piłkarze ręczni zdobyli srebrne medale na rozgrywanych w Niemczech Mistrzostwach Świata, przegrywając w meczu finałowym z gospodarzami 24:29.
- 7 lutego – mecz piłkarski w Hiszpanii Słowacja – Polska 2:2.
- 14–18 lutego – halowe mistrzostwa świata w hokeju na trawie w Austrii, finał mężczyzn RFN – Polska 4:1.
- 18 lutego – Neil Robertson pokonał Andrew Higginsona 9:8, wygrywając tym samym Welsh Open.
- 22 lutego-4 marca – Mistrzostwa Świata w narciarstwie klasycznym w Sapporo (Japonia). Najwięcej złotych medali zdobyli Norwegowie i Finowie, po 5.
- 24 lutego – Adam Małysz zajął 4. miejsce w konkursie indywidualnym w skokach narciarskich na Mistrzostwach Świata w Sapporo. Zwyciężył Szwajcar Simon Ammann.
- 25 lutego – reprezentacja Polski w skokach narciarskich zajęła 5. miejsce w konkursie drużynowym w skokach narciarskich na Mistrzostwach Świata w Sapporo. Wygrali Austriacy.

### Marzec
- 2–4 marca – Halowe Mistrzostwa Europy w lekkoatletyce w Birmingham.
- 3 marca – Adam Małysz zdobył złoty medal w konkursie indywidualnym w skokach narciarskich na Mistrzostwach Świata w Sapporo.
- 5 marca – odwieszenie przez ministra sportu Tomasza Lipca zarządu PZPN.
- 9 marca – otwarto nowy stadion Wembley.
- 11 marca:
  - Adam Małysz wygrał w Lahti konkurs z cyklu Pucharu Świata w skokach narciarskich.
  - w Lahti po blisko 5 latach przerwy Martin Schmitt stanął na podium Pucharu Świata w skokach narciarskich.
  - Mistrzostwa świata w łyżwiarstwie szybkim w Salt Lake City. W klasyfikacji medalowej zwyciężyła Holandia z 5 złotymi medalami.
- 13 marca – Adam Małysz wygrał w Kuopio konkurs z cyklu Pucharu Świata w skokach narciarskich. Było to piąte zwycięstwo w sezonie.
- 17 marca – Adam Małysz wygrał w Oslo konkurs z cyklu Pucharu Świata w skokach narciarskich. Było to szóste zwycięstwo w sezonie.
- 18 marca:
  - wyścig Grand Prix Australii Formuły 1. Robert Kubica nie ukończył wyścigu z powodu awarii bolidu. Wygrał Fin Kimi Räikkönen.
- 18 marca–1 kwietnia – Mistrzostwa Świata w pływaniu w Melbourne.
- 20 marca – hokejowa drużyna Podhale Nowy Targ, pokonując GKS Tychy w rywalizacji do 4 zwycięstw (2:1, 2:0, 3:4k, 2:1, 4:1), została mistrzem Polski sezonu 2006/2007.
- 23–25 marca – trzy zwycięstwa Adama Małysza w trzech kolejnych konkursach z cyklu Pucharu Świata w skokach narciarskich na mamuciej skoczni w Planicy.
- 24 marca:
  - el. ME 2008, mecz piłkarski w Warszawie Polska – Azerbejdżan 5:0.
  - piłkarska reprezentacja Anglii do lat 21 zremisowała z rówieśnikami z Włoch 3:3, w inauguracyjnym meczu na nowym stadionie Wembley w Londynie.
- 25 marca – zakończenie cyklu Pucharu Świata w skokach narciarskich sezonu 2006/2007. Zwycięstwo w klasyfikacji generalnej Adama Małysza. Po raz czwarty zdobył Kryształową Kulę.
- 28 marca – el. ME 2008, mecz piłkarski Polska – Armenia 1:0.
- 31 marca–1 kwietnia – turniej Final Four Ligi Mistrzów siatkarzy w Moskwie. Finał: VfB Friedrichschafen – Tours VB 3:1.

### Kwiecień
- 8 kwietnia – wyścig Grand Prix Malezji Formuły 1. Robert Kubica ukończył wyścig na ostatnim, 18. miejscu z powodu defektu bolidu. Zwyciężył Fernando Alonso.
- 10 kwietnia – finał Pucharu ULEB w Charleroi: Real Madryt – Lietuvos Rytas Wilno 87:75.
- 15 kwietnia – wyścig Grand Prix Bahrajnu Formuły 1. Robert Kubica zdobył 3 punkty, kończąc wyścig na 6 miejscu. Zwycięstwo odniósł Brazylijczyk Felipe Massa.
- 15–21 kwietnia – Mistrzostwa Świata w hokeju na lodzie pierwszej dywizji w ChRL i w Słowenii.
- 18 kwietnia – wybór Ukrainy i Polski na gospodarzy Mistrzostw Europy w piłce nożnej w 2012 roku.
- 22 i 29 kwietnia – mecze finałowe Ligi Mistrzów w piłce ręcznej.
- 27 kwietnia–13 maja – Mistrzostwa Świata w hokeju na lodzie w Rosji.

### Maj
- 1 maja – finał Pucharu Polski w piłce nożnej w Bełchatowie: Dyskobolia Grodzisk Wielkopolski – Korona Kielce 2:0.
- 4–6 maja – turniej Final Four z cyklu Euroligi w koszykówce mężczyzn w Atenach.
- 13 maja – wyścig Grand Prix Hiszpanii Formuły 1. Robert Kubica zdobył 5 punktów, kończąc wyścig na bardzo dobrej, 4 lokacie. Zwyciężył Felipe Massa.
- 16 maja – Puchar UEFA – finał w Glasgow: Sevilla – Espanyol 2:2, k. 3:1.
- 19 maja – FA Cup – finał w Londyn – Wembley: Chelsea F.C. – Manchester United 1:0 (po dogrywce).
- 21 maja – brazylijski piłkarz Romário zdobył swego 1000. gola.
- 23 maja – Liga Mistrzów UEFA – finał w Atenach: A.C. Milan – Liverpool F.C. 2:1.
- 25 maja – Liga Światowa w Piłce Siatkowej 2007, mecz Polska – Chiny 3:0.
- 26 maja – Liga Światowa w Piłce Siatkowej 2007, mecz Polska – Chiny 3:2.
- 27 maja – wyścig Grand Prix Monako Formuły 1. Robert Kubica wyścig zakończył na 5 miejscu. Zwyciężył, po raz drugi w sezonie Fernando Alonso.
- 31 maja – Prokom Trefl Sopot zdobył czwarte z rzędu Mistrzostwo Polski w koszykówce.

### Czerwiec
- 1 czerwca – Liga Światowa w Piłce Siatkowej 2007, mecz Polska – Argentyna 3:1.
- 2 czerwca – el. ME 2008, mecz piłkarski Azerbejdżan – Polska 1:3.
- 3 czerwca – Liga Światowa w Piłce Siatkowej 2007, mecz Polska – Argentyna 3:0.
- 6 czerwca – el. ME 2008, mecz piłkarski Armenia – Polska 1:0.
- 9 czerwca – Liga Światowa w Piłce Siatkowej 2007, mecz Chiny – Polska 1:3.
- 10 czerwca:
  - finał Pucharu Ekstraklasy w polskiej piłce nożnej w Bełchatowie: GKS Bełchatów – Dyskobolia Grodzisk Wielkopolski 0:1.
  - Liga Światowa w Piłce Siatkowej 2007, mecz Chiny – Polska 2:3.
  - wyścig Grand Prix Kanady Formuły 1. Robert Kubica uległ groźnemu wypadkowi na torze w Montrealu, jednak wyszedł z niego bez szwanku. Zwycięzcą został Anglik Lewis Hamilton.
  - Justine Henin pokonała Anę Ivanović 6:1, 6:2 w finale wielkoszlemowego French Open rozgrywanego w Paryżu.
- 16 czerwca – Liga Światowa w Piłce Siatkowej 2007, mecz Argentyna – Polska 1:3.
- 17 czerwca:
  - wyścig Grand Prix Stanów Zjednoczonych Formuły 1. Robert Kubica nie wystartował w wyścigu, w wyniku decyzji lekarzy z FIA. Ponownie najlepszy okazał się Lewis Hamilton.
  - Liga Światowa w Piłce Siatkowej 2007, mecz Argentyna – Polska 0:3.
- 23 czerwca – Liga Światowa w Piłce Siatkowej 2007, mecz Bułgaria – Polska 1:3.
- 24 czerwca – Liga Światowa w Piłce Siatkowej 2007, mecz Bułgaria – Polska 1:3.
- 26 czerwca – rozgrywki piłkarskie Copa America w Wenezueli (15 lipca – mecz finałowy w Maracaibo).
- 29 czerwca – Liga Światowa w Piłce Siatkowej 2007, mecz Polska – Bułgaria 3:1.
- 30 czerwca – Liga Światowa w Piłce Siatkowej 2007, mecz Polska – Bułgaria 3:1.

### Lipiec
- 1 lipca – wyścig Grand Prix Francji Formuły 1. Robert Kubica zajął 4. miejsce w kwalifikacjach i na tej samej pozycji ukończył niedzielny występ. Po dobrym starcie, pierwsze miejsce zajął kierowca teamu Ferrari Kimi Räikkönen.
- 7 lipca – w Londynie rozpoczął się 94. Tour de France (zakończył się 29 lipca w Paryżu).
- 8 lipca – w Londynie w finale Wimbledonu Venus Williams wygrała 6:4, 6:1 z Marion Bartoli.
- 11–15 lipca – finał Ligi Światowej siatkarzy w Katowicach.
- 19 lipca – Jonathan Schaeffer całkowicie rozpracował warcaby dzięki programowi Chinook.

### Sierpień
- 3–19 sierpnia – World Grand Prix siatkarek (turnieje rozgrywane w Japonii, Włoszech, Polsce, Rosji, Tajwanie, Chinach).
- 5 sierpnia – Agnieszka Radwańska wygrała swój pierwszy turniej cyklu WTA – Nordea Nordic Light Open w Sztokholmie pokonując w finale Wierę Duszewinę 6:1, 6:1.
- 22 sierpnia – mecz piłkarski w Moskwie Rosja – Polska 2:2.
- 22–26 sierpnia – Turniej finałowy World Grand Prix siatkarek w Ningbo.
- 25 sierpnia – Adam Małysz wygrał w Zakopanem konkurs z cyklu Letniej Grand Prix w skokach narciarskich.

### Wrzesień
- 2 września – Agnieszka Radwańska pokonała obrończynię tytułu Mariję Szarapową w trzeciej rundzie wielkoszlemowego US Open.
- 6–16 września – Mistrzostwa Europy siatkarzy w Moskwie.
- 8 września – el. ME 2008, mecz piłkarski Portugalia – Polska 2:2.
- 9 września:
  - Justine Henin pokonała Swietłanę Kuzniecową 6:1, 6:3 w finale US Open rozgrywanego w Nowym Jorku.
  - na zawodach w Rieti Asafa Powell poprawił własny rekord świata w biegu na 100 m., doprowadzając go wówczas do 9,74 s.
- 11 września – rozpoczęcie pierwszych Mistrzostw Świata w Krykiecie Twenty20.
- 12 września – el. ME 2008, mecz piłkarski Finlandia – Polska 0:0.
- 20–30 września – Mistrzostwa Europy siatkarek w Belgii i Luksemburgu.
- 29 września – brązowy medal mistrzostw świata w Sankt Petersburg zdobyła szablistka Bogna Jóźwiak.

### Październik
- 3 października – Kamil Stoch wygrał w Oberhofie konkurs z cyklu Letniej Grand Prix w skokach narciarskich.
- 7 października – polskie florecistki Sylwia Gruchała, Magdalena Mroczkiewicz, Małgorzata Wojtkowiak, Katarzyna Kryczadło zdobyły w Sankt Petersburg w Rosji złoty medal w turnieju drużynowym szermierczych mistrzostw świata pokonując w finale Rosjanki po dogrywce 26:25.
- 13 października:
  - el. ME 2008, mecz piłkarski Polska – Kazachstan 3:1.
  - odbyło się 100. Grand Prix na żużlu w Niemczech.
- 14–21 października – odbyły się 4. Światowe Wojskowe Igrzyska Sportowe zawody dla sportowców-żołnierzy zorganizowane przez Międzynarodową Radę Sportu Wojskowego (CISM) w indyjskim Hajdarabadzie. Polska w klasyfikacji medalowej zajęła 8. miejsce.
- 21 października – Fiński kierowca wyścigowy Kimi Räikkönen został mistrzem świata Formuły 1.
- 30 października – FIFA ogłosiła, że gospodarzem piłkarskich mistrzostw świata w roku 2014 będzie Brazylia.

### Listopad
- 1 listopada – zakończenie sportowej kariery przez Martinę Hingis.
- 2–16 listopada – Puchar Świata siatkarek w Japonii.
- 17 listopada – wygrana polskiej reprezentacji piłki nożnej z reprezentacja Belgii i historyczny awans do finałów Mistrzostw Europy Austria-Szwajcaria 2008. Zwycięskie bramki strzelił Euzebiusz Smolarek.
- 18 listopada–2 grudnia – Puchar Świata siatkarzy w Japonii.
- 21 listopada – Eliminacje ME w Piłce Nożnej 2008, grupa A, Serbia – Polska 2:2, wynik ten dał reprezentacji Polski zwycięstwo w grupie.
- 30 listopada – rozpoczęcie pucharu świata w skokach narciarskich w Rukatunturi.

### Grudzień
- 2 grudnia – losowanie grup do EURO 2008 w Lucernie.

## Dane statystyczne
- Globalna temperatura: 14,40 st. C (siódmy lub ósmy najcieplejszy rok w historii pomiarów)[1]
- Ludność świata: 6,671 mld
- Stopa bezrobocia w Polsce (koniec czerwca): 12,3%
- Stopa bezrobocia w Polsce (koniec grudnia): 11,2%[2]
- Stopa inflacji w Polsce: 2,5%[3]

## Urodzili się
- 1 stycznia – Maria Siekańska, polska szachistka
- 10 stycznia – Maléna, ormiańska piosenkarka i autorka tekstów. Zwyciężczyni 19. Konkursu Piosenki Eurowizji Junior.
- 12 stycznia - Kjersti Græsli, norweska narciarka
- 22 stycznia
  - Pau Cubarsí, hiszpański piłkarz
  - Yuzuki Satō, japońska skoczkini narciarska
- 20 lutego - Tereza Valentová, czeska tenisistka
- 21 lutego – Leeseo, południowokoreańska wokalistka, członkini girlsbandu IVE
- 28 lutego – Lalla Khadija, córka króla Maroka Muhammada VI i jego żony księżnej Lalli Salmy
- 5 marca – Roman Griffin Davis, brytyjski aktor
- 12 marca – Xan Windsor, lord Culloden(inne języki), jedyny syn Aleksandra Windsora, hrabiego Ulsteru (syna i dziedzica księcia Gloucester, wnuka króla Jerzego V), i dr Claire Booth, córki Roberta Bootha
- 2 kwietnia – Brenda Fruhvirtová, czeska tenisistka
- 11 kwietnia - Jung A-hyeon, południowokoreańska piosenkarka
- 17 kwietnia – Ariane, córka holenderskiego następcy tronu księcia Willema-Alexandra i jego żony, księżnej Maximy Zorreguiety Cerutti
- 18 kwietnia – Lerotholi Seeiso, syn Letsie III i królowej Masenate Mohato Seeiso
- 21 kwietnia – Isabella, Jej Królewska Wysokość księżniczka Danii, córka księcia duńskiego Fryderyka i księżnej Mary Donaldson
- 23 kwietnia – Leana Grozer, niemiecka siatkarka
- 29 kwietnia:
  - Mirra Andriejewa, rosyjska tenisistka
  - Zofia, Jej Królewska Wysokość Infantka Hiszpanii, córka księcia hiszpańskiego Filipa Burbona i księżnej Letycji Ortiz
- 2 maja - Zsóka Gaál, węgierska szachistka
- 5 czerwca – Adielija Pietrosian, rosyjska łyżwiarka figurowa pochodzenia ormiańskiego
- 8 czerwca - Dominika Baniewicz, litewska zawodniczka  uprawiająca breaking
- 10 czerwca – Melani García, hiszpańska piosenkarka pochodzenia argentyńskiego
- 23 czerwca – Alina Korniejewa, rosyjska tenisistka
- 10 lipca:
  - Viki Gabor, polska piosenkarka
  - Mason Thames, amerykański aktor
- 13 lipca – Lamine Yamal, hiszpański piłkarz
- 17 lipca – Charlie Shotwell(inne języki), amerykański aktor dziecięcy
- 18 lipca – JD McCrary(inne języki), amerykański aktor dziecięcy
- 20 lipca – Maksymilian Balcerowski, polski aktor dziecięcy
- 25 lipca – Bartosz Łazarski, polski koszykarz
- 14 września – Heo Jung-eun(inne języki), południowokoreańska aktorka dziecięca
- 25 października – Biljana Čekić, serbska aktorka
- 6 grudnia - Iva Jovic, amerykańska tenisistka
- 17 grudnia – James, hrabia Wesseksu, członek brytyjskiej rodziny królewskiej, wnuk królowej Elżbiety II, syn Edwarda, hrabiego Wesseksu (Earl of Wessex) i jego żony Sophie
- 21 grudnia - Ingvild Synnøve Midtskogen, norweska skoczkini narciarska, dwuboistka klasyczna

## Zdarzenia astronomiczne
- 3 stycznia – Ziemia najbliżej Słońca: 147,094 mln km
- 2 marca – zakrycie Saturna przez Księżyc
- 3 marca – całkowite zaćmienie Księżyca; widoczne w Polsce
- 19 marca – częściowe zaćmienie Słońca (Saros 149). Zaćmienie objęło większość centralnej i wschodniej Azji oraz zachodni skraj Alaski. W największym punkcie na zachód od Uralu, w pobliżu rosyjskiej wsi Timser, zaćmienie osiągnęło fazę 0,874 o zachodzie Słońca[4].
- 22 maja – zakrycie Saturna przez Księżyc
- 7 lipca – Ziemia najdalej Słońca: 152,097 mln km
- 28 sierpnia – całkowite zaćmienie Księżyca; w Polsce niewidoczne
- 11 września – częściowe zaćmienie Słońca (Saros 154). Półcień Księżyca przeszedł nad częścią Ameryki Południowej. Na południe od linii biegnącej przez środkowe Peru i Brazylię obserwatorzy zobaczyli jak Księżyc powoli przesuwał się przed tarczą Słońca. Największe zaćmienie o fazie 0,749 wystąpiło daleko na południowym Pacyfiku, setki kilometrów od przylądka Horn[4].
- 26 października – Księżyc najbliżej Ziemi: 356 755 km
- 9 listopada – Księżyc najdalej Ziemi: 406 669 km
- 24 grudnia – zakrycie Marsa przez Księżyc

## Nagrody Nobla
- z fizyki – Albert Fert i Peter Grünberg
- z chemii – Gerhard Ertl
- z medycyny – Mario R. Capecchi, Martin J. Evans i Oliver Smithies
- z literatury – Doris Lessing
- nagroda pokojowa – Al Gore oraz Międzyrządowy Panel ds. Zmian Klimatu

## Święta ruchome
- Tłusty czwartek: 15 lutego
- Ostatki: 20 lutego
- Popielec: 21 lutego
- Niedziela Palmowa: 1 kwietnia
- Pamiątka śmierci Jezusa Chrystusa: 2 kwietnia
- Wielki Czwartek: 5 kwietnia
- Wielki Piątek: 6 kwietnia
- Wielka Sobota: 7 kwietnia
- Wielkanoc: 8 kwietnia
- Poniedziałek Wielkanocny: 9 kwietnia
- Święto Miłosierdzia Bożego: 15 kwietnia
- Wniebowstąpienie Pańskie: 17 maja
- Zesłanie Ducha Świętego: 27 maja
- Boże Ciało: 7 czerwca